# Letonia
Letonia (en letón: Latvijaⓘ), oficialmente República de Letonia (Latvijas Republika), es un país soberano de Europa Septentrional, constituido en estado social y democrático de derecho y cuya forma de gobierno es la república parlamentaria. Es uno de los veintisiete Estados soberanos que forman la Unión Europea. Su territorio, con capital en Riga, está organizado en 110 municipios y 9 ciudades con su propia administración.
Ubicado en la Región Báltica, tiene una extensión de 64 589 km² de superficie. Limita al norte con Estonia, al sur con Lituania y Bielorrusia, y al este con Rusia, además de compartir frontera marítima con Suecia. Es un país de llanuras bajas, pobladas por extensos bosques y numerosos ríos que desembocan en el mar Báltico y el golfo de Riga.
El territorio fue poblado por tribus indoeuropeas y a finales del siglo XII terminó ocupado por la orden teutónica en las cruzadas bálticas. Durante siete siglos ha estado sometido por fuerzas extranjeras; después de formar parte del imperio ruso, con un dominio ejercido por los alemanes del Báltico, Letonia declaró su independencia el 18 de noviembre de 1918, aprovechando el vacío de poder generado al final de la Primera Guerra Mundial. La efímera república fue reemplazada en 1934 por un régimen autocrático. Después del estallido de la Segunda Guerra Mundial, fue ocupada en 1940 por la Unión Soviética con base en el pacto Ribbentrop-Mólotov; invadida un año después por la Alemania nazi, y reconquistada por los soviéticos en 1944, que suprimieron la independencia y convirtieron al país en una república socialista durante 45 años. Letonia volvió a ser independiente en 1991, coincidiendo con un movimiento democrático en los países bálticos y la posterior disolución de la URSS. Desde 2004 forma parte de la Unión Europea y de la OTAN.
Los letones y los livonios son considerados el pueblo oriundo de Letonia, mientras que el idioma letón es, junto al lituano, la única lengua de origen báltico que ha sobrevivido. El pueblo letón ha mantenido su identidad por tradición oral pese al dominio extranjero, y a partir del siglo XIX se vio influido por el nacionalismo romántico para desarrollar una cultura propia y reclamar su independencia. Sin embargo, por influencia histórica hay también una importante minoría rusófona (más del 26% de la población). Después de la restauración de 1991, las autoridades establecieron el idioma letón como el único oficial, y distinguieron entre ciudadanos letones —nacidos y descendientes de residentes antes de 1940— y «no ciudadanos» —quienes llegaron al país durante la Unión Soviética— al conceder la nueva nacionalidad. Aproximadamente un 11% de la población letona no ha obtenido ninguna nacionalidad después de la disolución de la Unión Soviética.

## Etimología
El nombre en letón para el país, Latvija, deriva de la tribu de los latgalianos, una de las cuatro tribus indoeuropeas que son ancestros de los actuales letones, junto con los fineses bálticos y los livonios.
El sacerdote Enrique de Livonia acuñó los términos en latín Lettigallia y Lethia, también derivados de los latgalianos, en la crónica de Enrique de Livonia que abarca hechos sucedidos entre 1180 y 1227. Ambas palabras inspiraron la variante Letonia en lenguas romances y Lettland en lenguas germánicas.

## Historia

Mapa de las tribus bálticas en el año 1200 después de Cristo.

El territorio sobre el que hoy se asienta Letonia fue habitado originalmente por varias tribus bálticas —curonios, latgalianos, selonianos y semigalianos— y finoúgrias (lyvis), convirtiéndose en un importante enclave comercial de la ruta del ámbar por el río Daugava, y resistió la cristianización hasta la campaña de las cruzadas bálticas en el siglo XII. Los invasores teutones fundaron la ciudad de Riga en 1201 y la incorporaron a la Liga Hanseática en 1282. Durante tres siglos el territorio de Livonia permaneció bajo dominio de los Hermanos Livonios de la Espada.
La región fue ocupada en el siglo XVI por el Gran Ducado de Lituania y posteriormente incorporada a la República de las Dos Naciones. En ese tiempo la cultura de las diferentes tribus bálticas de la zona se amalgamó hasta sentar las bases del pueblo letón actual. En 1621, Suecia se hizo con el control de Riga en la tercera guerra polaco-sueca, dentro de la guerra de los Treinta Años, y llegó a convertirla en la segunda ciudad más importante del imperio sueco. Sin embargo, el oeste y suroeste de la actual Letonia siguió bajo dominio polaco —como ducado de Curlandia— y tuvo cierta autonomía hasta la segunda partición de 1793, por lo que los habitantes de esas zonas no se vieron sometidos a una asimilación cultural.
La capitulación de Estonia y Livonia en 1710 significó la integración de la Livonia sueca al imperio ruso, que posteriormente incorporaría a Latgale (1772) y Curlandia (1795). Se estima que el 40% de la población murió en el transcurso de la Gran Guerra del Norte por hambrunas y plagas. En el siglo XIX los letones se vieron influidos por el nacionalismo romántico y el desarrollo económico de la región, dando paso a distintas corrientes nacionalistas que impulsaron el desarrollo de una cultura letona propia.
Después de la Revolución Bolchevique, Letonia aprovechó el vacío de poder causado por la Primera Guerra Mundial para declarar su independencia el 18 de noviembre de 1918. Un mes más tarde estalló la Guerra de Independencia entre los defensores del nuevo estado —dirigido por Kārlis Ulmanis—, soldados alemanes bálticos, y bolcheviques letones que querían formar una república socialista. El conflicto duró dos años y terminó con el reconocimiento internacional de Letonia, seguido por la aprobación en 1922 de una Constitución democrática y del parlamento. Sin embargo, ese modelo de gobierno duró poco tiempo: en 1934 el primer ministro Ulmanis dio un golpe de Estado para establecer un régimen autoritario durante los siguientes seis años.
La firma del Pacto Ribbentrop-Mólotov durante la Segunda Guerra Mundial llevó a que Letonia fuera invadida por la Unión Soviética el 17 de junio del 1940. Al año siguiente, en el transcurso de la Operación Barbarroja, el país fue ocupado por la Alemania nazi y se convirtió en una provincia germana bajo la cual se produjo la deportación y asesinato de más de 70 000 judíos. El Ejército Rojo no recuperó el territorio hasta 1944; a partir de ese año se consolidó la RSS de Letonia, federada en la Unión Soviética, y se sentaron las bases de un estado socialista durante cinco décadas. Si bien la Unión Soviética consideró esta anexión como una «liberación» de las tropas del Eje, los estados occidentales no la reconocieron. Se estima que más de 49 000 letones fueron deportados y otros 150 000 se exiliaron.

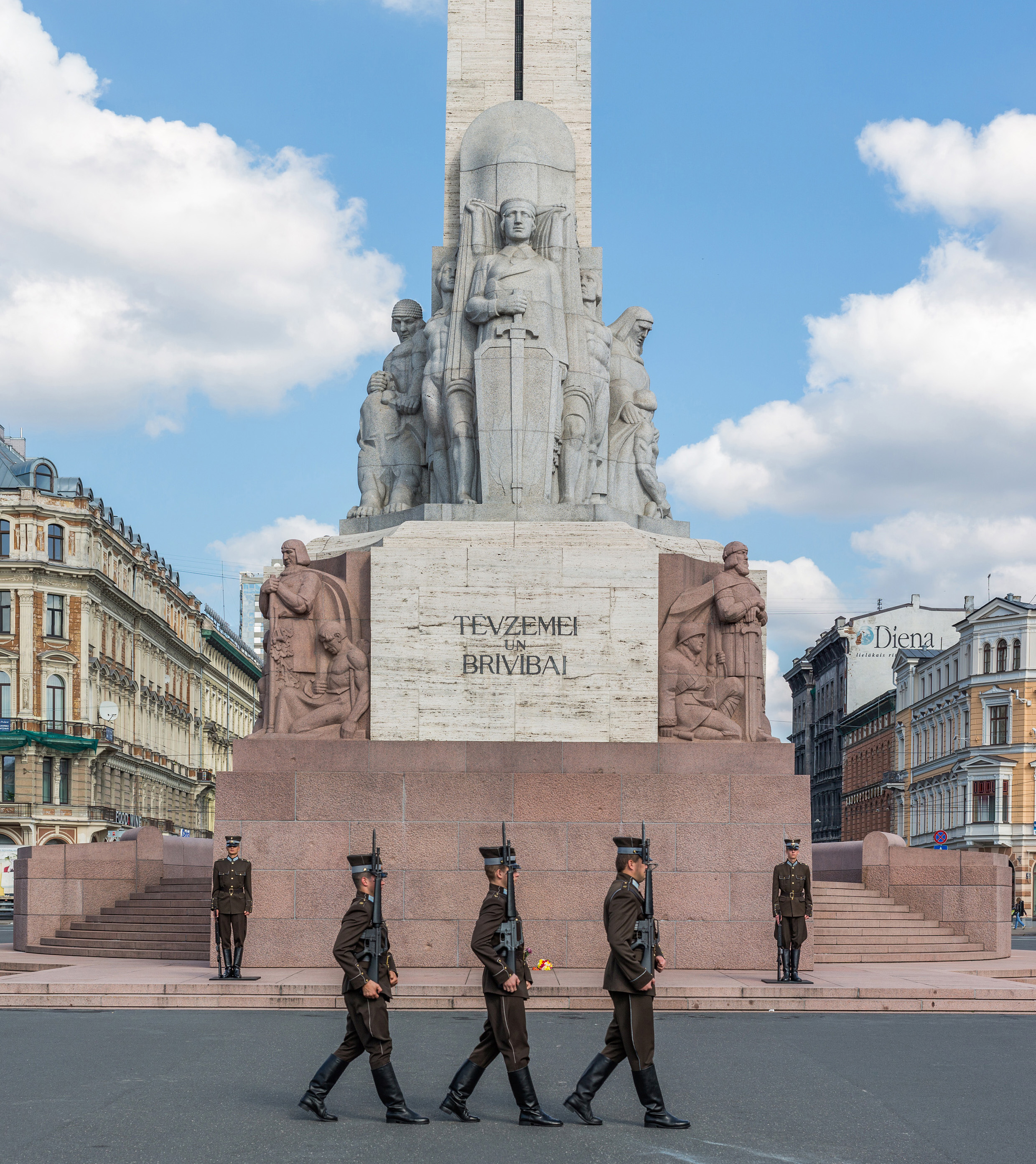
Monumento de la Libertad en Riga, conmemora la Independencia de Letonia del Imperio Ruso, fue construido en 1935

Las medidas liberalizadoras de Mijaíl Gorbachov reimpulsaron a las tres repúblicas bálticas para reclamar su independencia a finales de los años 1980, dando paso a un proceso conocido como «revolución cantada». Después de que el Frente Popular ganara las primeras elecciones libres de 1990, el nuevo gobierno de Ivars Godmanis declaró la restauración de la independencia de 1918, aplazada e ilegalizada por Moscú, pero ratificada en un referéndum en marzo de 1991 con el 75% de los votos y un 87% de participación. Finalmente, Letonia ingresó en la Organización de las Naciones Unidas el 17 de septiembre de 1991, antes de producirse la disolución de la Unión Soviética.
Después de restaurar la independencia, Letonia se transformó en una república parlamentaria con economía de mercado. A la hora de otorgar la nacionalidad y los derechos políticos que conlleva, las autoridades distinguieron entre ciudadanos letones —nacidos y descendientes de residentes antes de 1940— y «personas sin ciudadanía» —quienes llegaron al país durante la Unión Soviética, en su mayoría rusohablantes—. Para obtener la nacionalidad letona, este grupo debía superar una serie de pruebas que incluyen demostrar el dominio del idioma letón.
Letonia ha reforzado sus vínculos con Europa Occidental en detrimento de Rusia, con la que han existido tensiones por el tratamiento a la minoría rusófona. En 2004 ingresó como miembro de pleno derecho tanto en la OTAN como en la Unión Europea. A pesar de una grave crisis financiera en 2008, el país pudo recuperarse tras implementar un plan de austeridad tutelado por el Fondo Monetario Internacional. En 2014 adoptó el euro como moneda de curso legal, y en 2016 fue aceptado en la Organización para la Cooperación y el Desarrollo Económicos.

## Gobierno y política

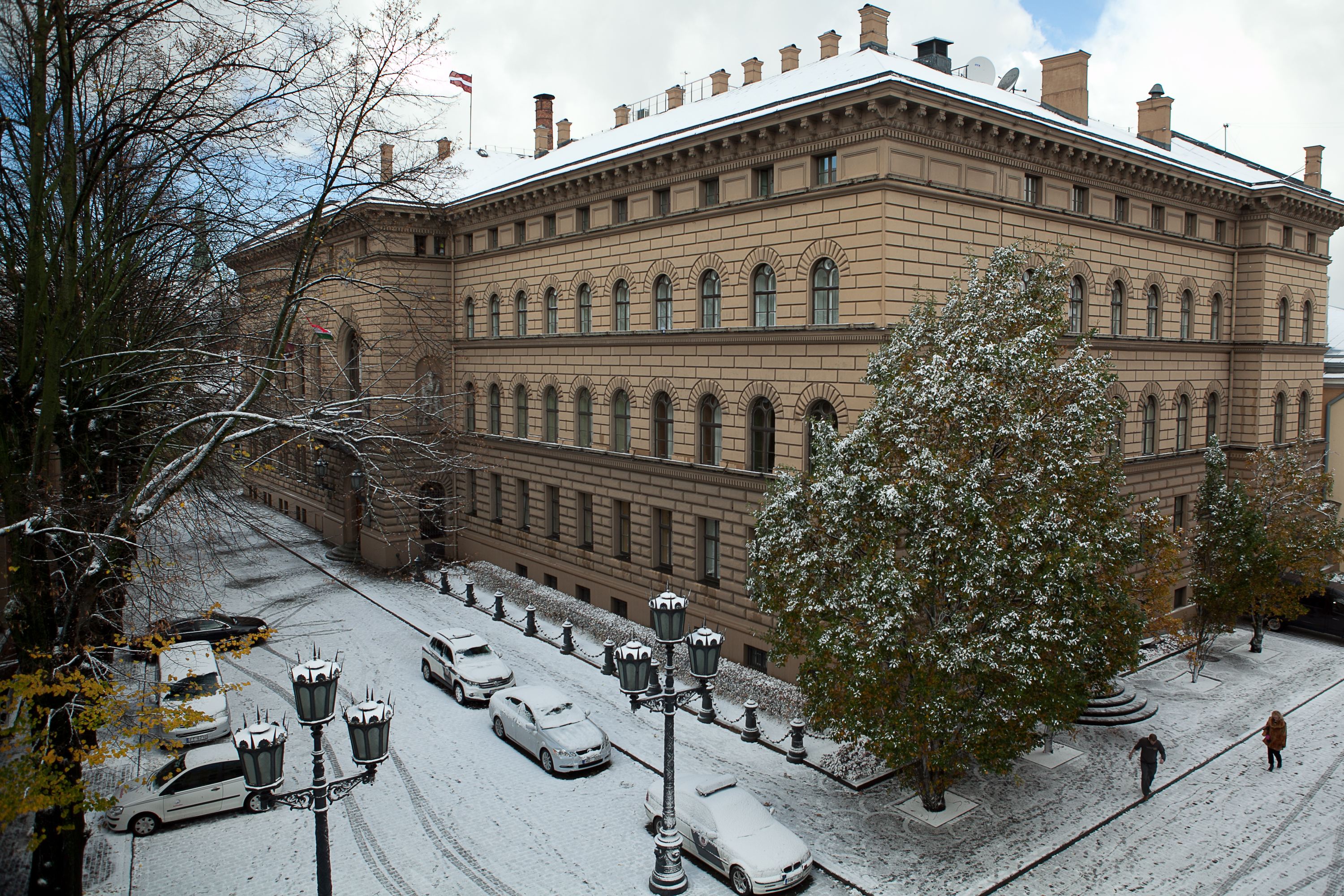
Edificio del Saeima, el parlamento unicameral de Letonia.

Letonia es una democracia representativa con división de poderes en el poder ejecutivo, judicial y legislativo. La constitución de 1993 define el país como una república parlamentaria representada por un parlamento unicameral —Dieta de Letonia, conocida como Saeima— y un consejo de ministros que conforma el poder ejecutivo.

### División de poderes
El jefe de Estado es el presidente de Letonia, elegido en colegio electoral por los diputados del Saeima para un mandato de cuatro años y posibilidad de una sola reelección. Por otro lado, el primer ministro es el jefe de Gobierno del país y preside el consejo de ministros. El presidente ejerce como comandante en jefe de las fuerzas armadas, nombra al primer ministro después de la aprobación del Saeima, y tiene algunas funciones ejecutivas sujetas a la firma del ministro competente. En comparación con otros países bálticos, esta figura tiene más funciones que el presidente estonio pero menos poder que su contraparte lituana.
Los miembros del parlamento letón ejercen mandatos de cuatro años y son elegidos por sufragio universal en elecciones pluripartidistas. La legislatura tiene actualmente 100 escaños. El sistema judicial está formado por tres niveles y su cúspide es el Tribunal Supremo, cuyos jueces son nombrados por el Saeima por un mandato de cinco años, salvo lo dispuesto en materia de garantías constitucionales que depende del Tribunal Constitucional. El parlamento es la única autoridad facultada para promulgar leyes.
En el índice de democracia de 2020 elaborado por The Economist, la República de Letonia obtuvo una valoración de 7,24 sobre 10.

### Relaciones exteriores

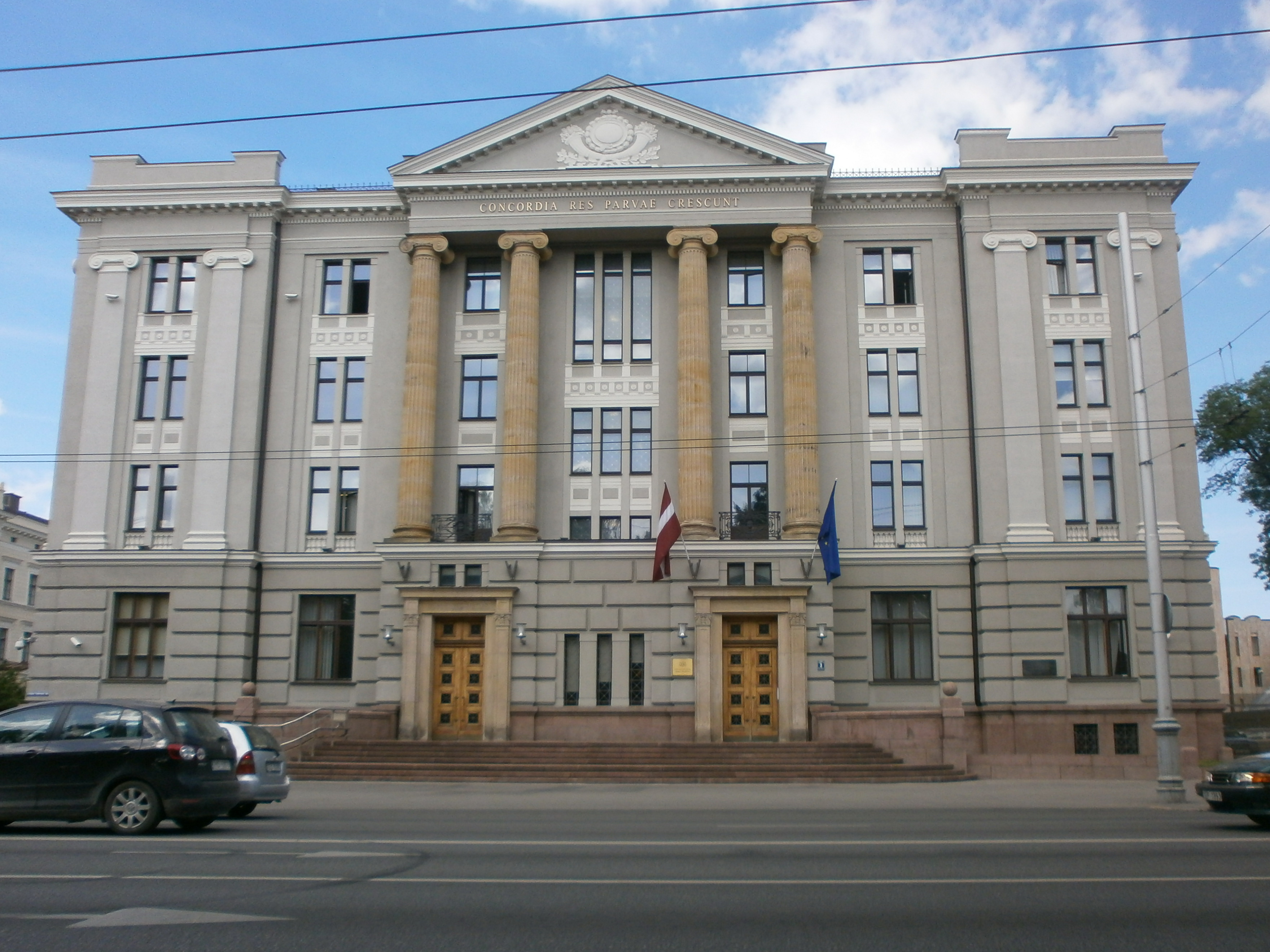
Ministerio letón de Asuntos Exteriores.

Letonia es un estado miembro de la Unión Europea desde el 1 de mayo de 2004. Entre las responsabilidades que ha asumido destacan la cumbre de la OTAN de 2006 y la presidencia de turno del Consejo de la Unión Europea en el primer semestre de 2015.
Después de confirmar la restauración de independencia el 21 de agosto de 1991, Letonia ha reforzado sus relaciones con Europa Occidental. El estado ingresó en la Organización de las Naciones Unidas el 17 de septiembre del mismo año. Desde entonces el país forma parte de organizaciones internacionales como la Organización del Tratado del Atlántico Norte (OTAN), la Organización para la Cooperación y el Desarrollo Económicos, y los organismos especializados de la ONU, además de continentales como la Organización para la Seguridad y la Cooperación en Europa, la Agencia Europea de Defensa, el Consejo de Estados del Mar Báltico y el Banco Nórdico de Inversión.
La red diplomática de Letonia está formada por 37 embajadas y nueve representaciones permanentes. Dentro del país hay 37 delegaciones extranjeras y once organismos internacionales. En Riga se encuentra la sede de una institución comunitaria, el Organismo de Reguladores Europeos de las Comunicaciones (BEREC).

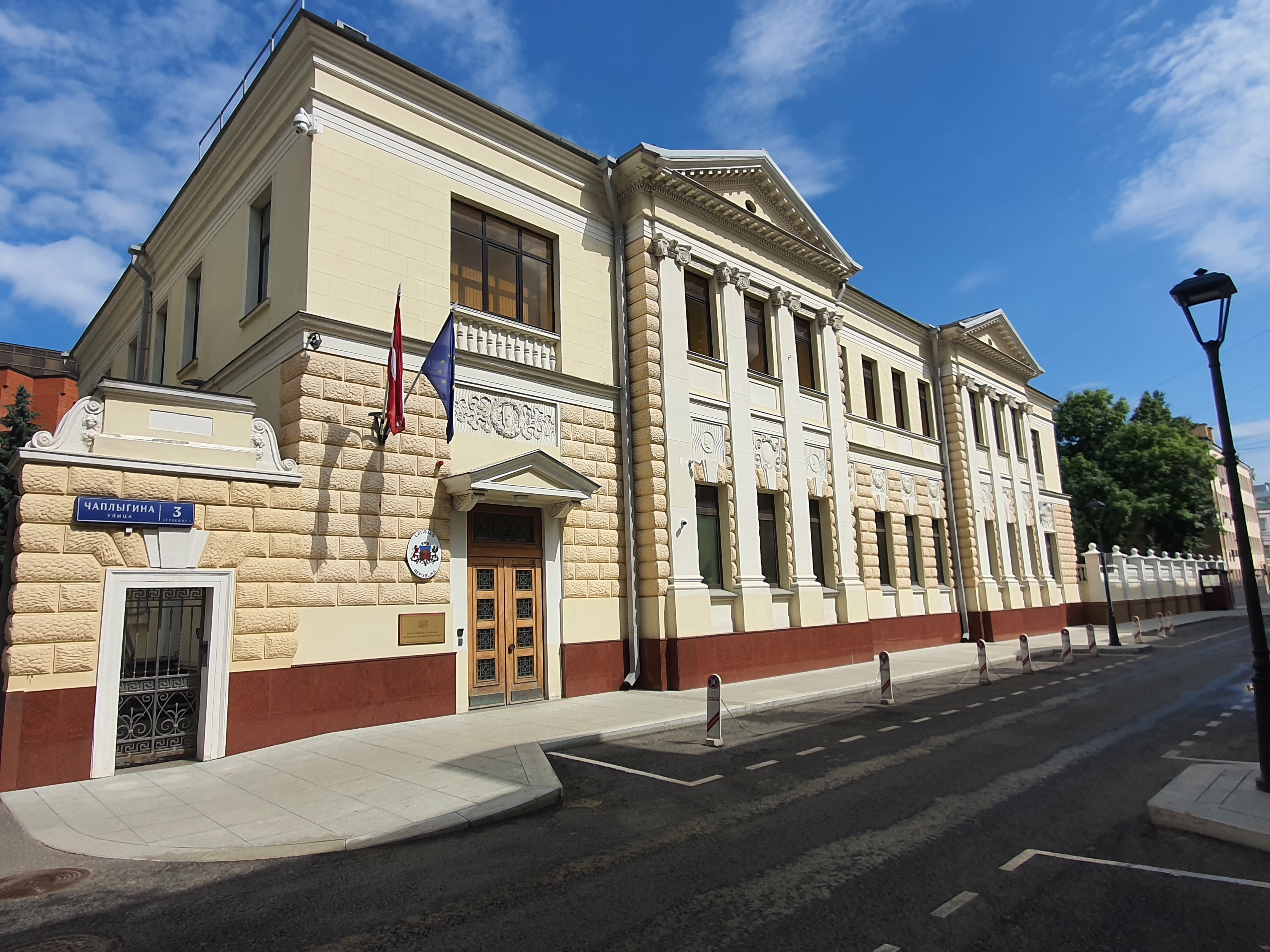
Embajada de Letonia en Moscú, Rusia.

Las prioridades de la política exterior de Letonia incluyen la cooperación en la región del Mar Báltico, la integración europea, la participación activa en organizaciones internacionales, la contribución a las estructuras europeas y transatlánticas de seguridad y defensa, la participación en operaciones internacionales civiles y militares de mantenimiento de la paz, y la cooperación al desarrollo, especialmente el fortalecimiento de la estabilidad y la democracia en los países de la Asociación Oriental de la UE.
Desde principios de la década de 1990, Letonia ha participado en una activa cooperación trilateral de los Estados bálticos con sus vecinos Estonia y Lituania, y en la cooperación nórdico-báltica con los países nórdicos. El Consejo Báltico es el foro conjunto de la Asamblea Báltica (BA), de carácter interparlamentario, y el Consejo de Ministros Báltico (BCM), de carácter intergubernamental. Los Ocho Nórdicos-Bálticos (NB-8) son la cooperación conjunta de los gobiernos de Dinamarca, Estonia, Finlandia, Islandia, Letonia, Lituania, Noruega y Suecia. Los Seis Nórdicos-Bálticos (NB-6), que incluyen a los países nórdicos-bálticos que son Estados miembros de la Unión Europea, son un marco para las reuniones sobre cuestiones relacionadas con la UE. La cooperación interparlamentaria entre la Asamblea del Báltico y el Consejo Nórdico se firmó en 1992 y desde 2006 se celebran reuniones anuales, así como encuentros periódicos a otros niveles. Entre las iniciativas conjuntas de cooperación nórdico-báltica se encuentran el programa de educación NordPlus y los programas de movilidad para la administración pública, la empresa y la industria y la cultura. El Consejo de Ministros Nórdico tiene una oficina en Riga.

### Defensa

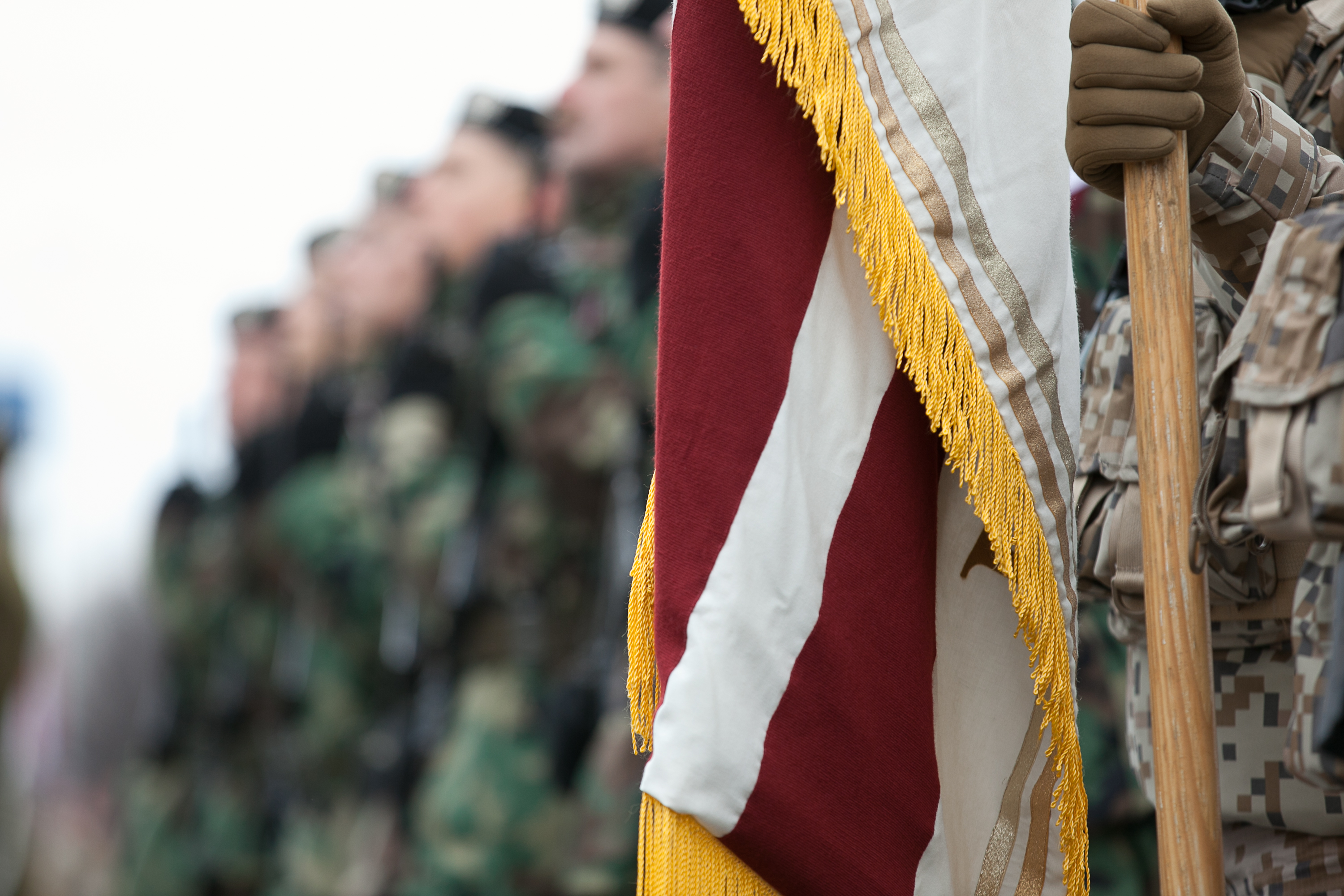
Desfile militar del ejército letón.

Las Fuerzas Armadas Nacionales de Letonia (en letón: Nacionālie Bruņotie Spēki) son las responsables de la defensa nacional. Su principal cometido es garantizar la soberanía e independencia del país, defender la integridad territorial y cumplir el ordenamiento constitucional. Letonia forma parte de la OTAN desde el 29 de marzo de 2004 y está protegida por la Policía Aérea del Báltico.
Estas se han dividido tradicionalmente en tres armas: la Fuerza Terrestre (SzS), la Fuerza Naval (LJS) y la Fuerza Aérea (LGS), a las que deben sumarse la Guardia Nacional —un cuerpo voluntario de infantería ligera para defensa territorial—, la Unidad de Operaciones Especiales y la Policía Militar. Actualmente cuenta con 5500 efectivos regulares y 8500 en la reserva; el servicio militar obligatorio fue abolido en enero de 2007.
El ejército letón fue creado el 10 de julio de 1919 para unificar fuerzas en la guerra de independencia. y permaneció en activo hasta la invasión de la Unión Soviética en 1940. Cuando el poder comunista se consolidó, las armas fueron absorbidas por el ejército soviético. A los pocos días de proclamarse la restauración de independencia de 1991, el estado creó un cuerpo de infantería formado por voluntarios, la Guardia Nacional, al mismo tiempo que asumía la recuperación del ejército.
Los expertos civiles letones han colaborado en numerosas misiones civiles de la Unión Europea desde su adhesión en 2004. Dentro de la OTAN, el país ha celebrado la cumbre de Riga de 2006 y alberga el centro de excelencia de Comunicaciones Estratégicas desde 2014.

### Policía

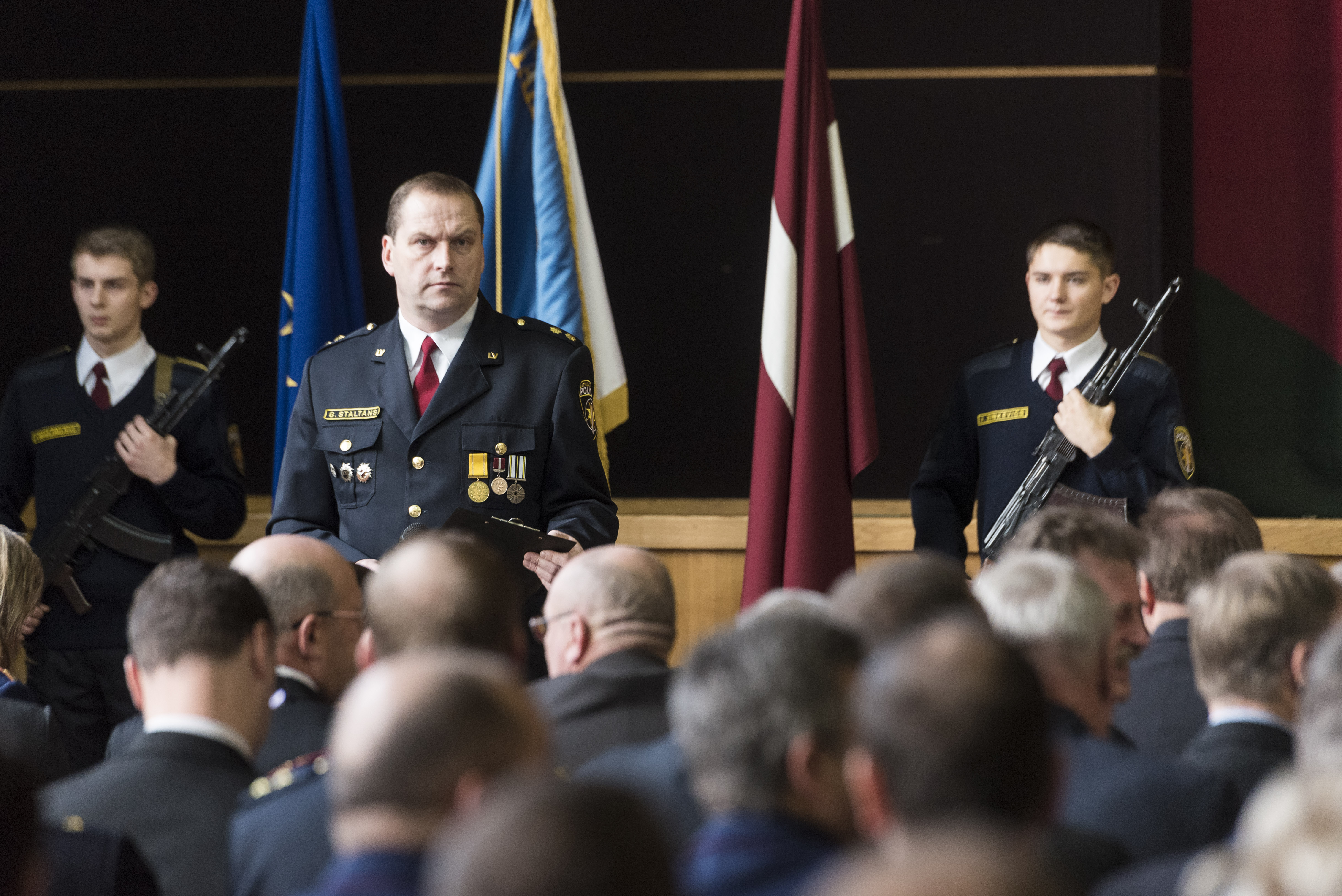
Un teniente coronel de la policía letona con el uniforme de gala del modelo de 1992, flanqueado por dos oficiales en 2015

La Policía Estatal de Letonia (en letón: Latvijas Valsts policija) es el servicio policial y uno de los organismos nacionales encargados de hacer cumplir la ley en Letonia. Depende del Ministerio del Interior. La agencia está dividida en cinco administraciones regionales (Riga, Kurzeme, Latgale, Vidzeme, Zemgale). Desde el 13 de octubre de 2020, el Jefe de la Policía Estatal es Armands Ruks.
Se considera que la fecha de fundación de la Policía letona es el 5 de diciembre de 1918, cuando el gobierno de transición de la recién proclamada República de Letonia, el Consejo Popular de Letonia, aprobó el Reglamento Temporal de la Organización de la Seguridad Interior (Pagaidu noteikumi par iekšējās apsardzības organizēšanu), que regulaba la estructura de la policía y la ponía bajo la jurisdicción del Ministerio del Interior de Letonia, dirigido por Miķelis Valters. La fecha se conmemora ahora en Letonia como el Día de la Policía.
Debido a la guerra de independencia letona en curso y a la falta de territorio controlado por las fuerzas letonas en ese momento, la fuerza solo pudo comenzar sus actividades en el verano de 1919, después de que el ejército letón y sus aliados hubieran liberado grandes partes del país del Ejército Rojo. Ante la falta de personal cualificado, ese mismo año se abrió la Escuela de Policía de la Prefectura de Riga.
Después de la guerra, el cuerpo se dividió en Policía Civil (Kārtības policija), Policía Criminal (Kriminālpolicija) y Policía Secreta (Politiskā policija). Letonia se convirtió en miembro de Interpol en 1929. Tras la ocupación soviética de Letonia en 1940, el cuerpo de policía fue disuelto y unos 600 exmilitares y sus familiares fueron perseguidos. Bajo el régimen soviético, la aplicación de la ley en la RSS letona era principalmente tarea de la Militsiya soviética.

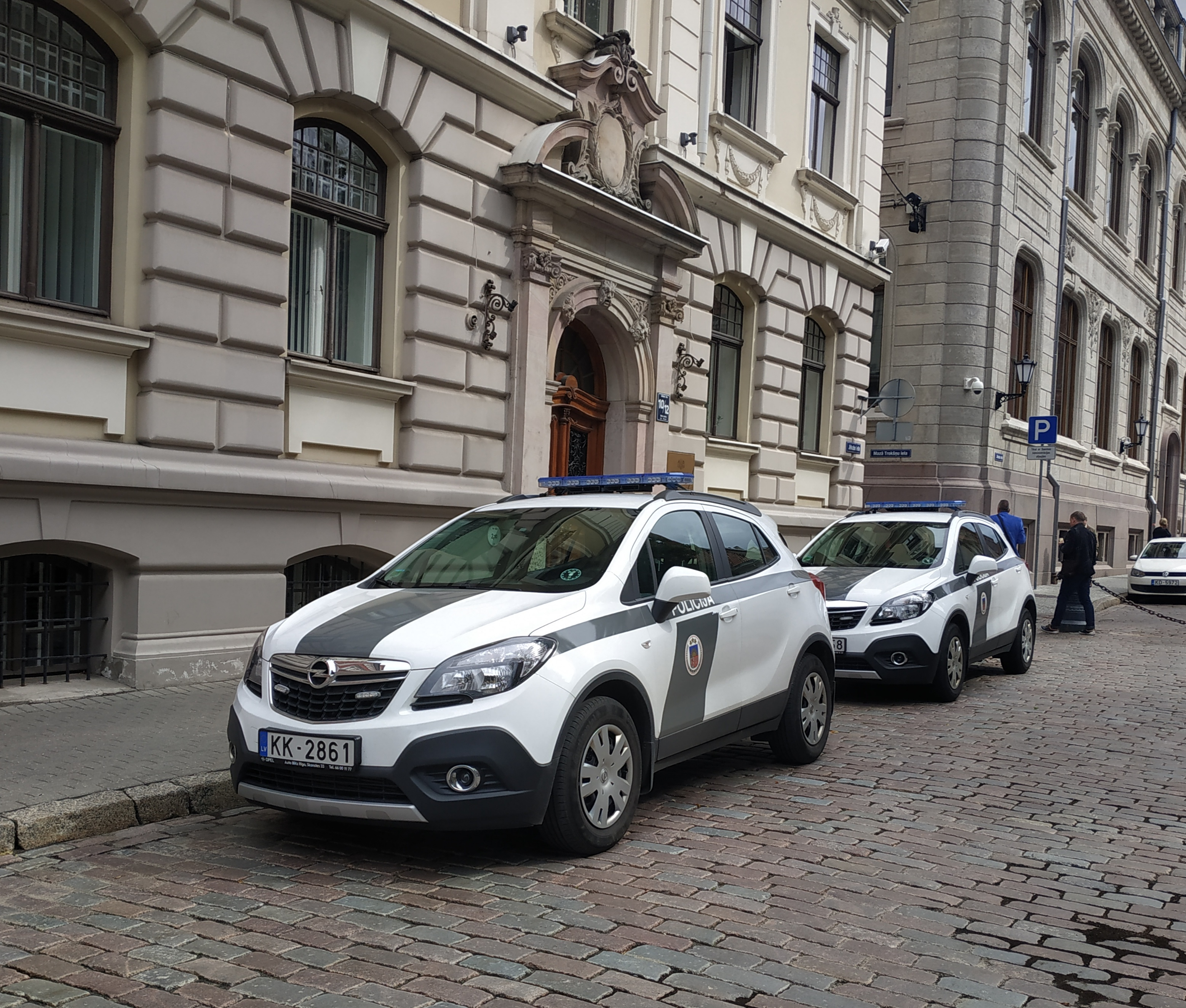
Vehículo de la Policía letona en Riga en 2019

Tras el restablecimiento de la independencia de Letonia, la Policía letona fue reorganizada el 4 de junio de 1991 con la aprobación de la ley "Sobre la Policía" Una de sus primeras unidades fue el 1.er Batallón de Policía (Patrulla), creado el 30 de abril de 1991.
La principal tarea del batallón, que fue una de las primeras formaciones armadas del gobierno letón, era proporcionar seguridad al Consejo Supremo de Letonia y a los edificios de importancia estratégica (oficinas gubernamentales, infraestructuras de radiodifusión y televisión). En 1992, el batallón pasó a llamarse Servicio de Seguridad de la República de Letonia (Latvijas Republikas Drošības dienests), que se fusionó con la Policía Militar en 2010. Letonia se reincorporó a Interpol el 4 de noviembre de 1992.

### Derechos humanos
En materia de derechos humanos, respecto a la pertenencia a los siete organismos de la Carta Internacional de Derechos Humanos, que incluyen al Comité de Derechos Humanos (HRC), Letonia ha firmado o ratificado:
| Letonia | Tratados internacionales | Tratados internacionales | Tratados internacionales | Tratados internacionales | Tratados internacionales  | Tratados internacionales | Tratados internacionales | Tratados internacionales | Tratados internacionales  | Tratados internacionales | Tratados internacionales | Tratados internacionales | Tratados internacionales    | Tratados internacionales    | Tratados internacionales | Tratados internacionales  | Tratados internacionales | Tratados internacionales |
| --- | --- | ------------------------ | --- | --- | ------------------------- | --- | ------------------------ | --- | ------------------------- | --- | ------------------------ | --- | --------------------------- | --------------------------- | ------------------------ | ------------------------- | ------------------------ | ------------------------ |
| Letonia | CESCR | CESCR                    | CCPR | CCPR | CCPR                      | CERD | CED                      | CEDAW | CEDAW                     | CAT | CAT                      | CRC | CRC                         | CRC                         | CRC                      | MWC                       | CRPD                     | CRPD                     |
| Letonia | CESCR | CESCR-OP                 | CCPR | CCPR-OP1 | CCPR-OP2-DP               | CERD | CED                      | CEDAW | CEDAW-OP                  | CAT | CAT-OP                   | CRC | CRC-OP-AC                   | CRC-OP-SC                   | CRC-OP-CP                | MWC                       | CRPD                     | CRPD-OP                  |
| Pertenencia | Letonia ha reconocido la competencia de recibir y procesar comunicaciones individuales por parte de los órganos competentes. | Sin información.         | Letonia ha reconocido la competencia de recibir y procesar comunicaciones individuales por parte de los órganos competentes. | Letonia ha reconocido la competencia de recibir y procesar comunicaciones individuales por parte de los órganos competentes. | Ni firmado ni ratificado. | Letonia ha reconocido la competencia de recibir y procesar comunicaciones individuales por parte de los órganos competentes. | Sin información.         | Letonia ha reconocido la competencia de recibir y procesar comunicaciones individuales por parte de los órganos competentes. | Ni firmado ni ratificado. | Letonia ha reconocido la competencia de recibir y procesar comunicaciones individuales por parte de los órganos competentes. | Sin información.         | Letonia ha reconocido la competencia de recibir y procesar comunicaciones individuales por parte de los órganos competentes. | Firmado pero no ratificado. | Firmado pero no ratificado. | Sin información.         | Ni firmado ni ratificado. | Sin información.         | Sin información.         |
| Firmado y ratificado, firmado, pero no ratificado, ni firmado ni ratificado, sin información, ha accedido a firmar y ratificar el órgano en cuestión, pero también reconoce la competencia de recibir y procesar comunicaciones individuales por parte de los órganos competentes. | |                          | | |                           | |                          | |                           | |                          | |                             |                             |                          |                           |                          |                          |

Según los informes de Freedom House y del Departamento de Estado de EE. UU., los derechos humanos en Letonia son generalmente respetados por el gobierno: Letonia se sitúa por encima de la media entre los Estados soberanos del mundo en democracia, libertad de prensa, privacidad y desarrollo humano.
Más del 56% de los cargos directivos están ocupados por mujeres en Letonia, que ocupa el primer lugar en Europa; Letonia es el primer país del mundo en derechos de la mujer, compartiendo la posición con otros cinco países europeos, según el Banco Mundial.

## Organización territorial

División administrativa de Letonia, en vigor desde el 1 de julio de 2021.

Letonia es un estado centralizado, cuya capital y ciudad más poblada es Riga. Desde julio de 2021 está subdividido en 36 municipios y 7 «ciudades estatales», cada una con su propia administración: Daugavpils, Jēkabpils, Jelgava, Jūrmala, Liepāja, Rēzekne, Riga, Valmiera, y Ventspils. A su vez, los municipios están divididos en parroquias, ciudades, y localidades con terreno rural.
Existen cuatro regiones históricas —Curlandia, Latgale, Vidzeme, Zemgale— que están reconocidas en la Constitución de Letonia, y a las que suele añadirse Riga como región diferenciada para evitar desequilibrios territoriales. Las regiones históricas solo se tienen en cuenta para la elaboración de estadísticas, por lo que no tienen ningún carácter administrativo.
La frontera entre Letonia y Rusia es de 217 km. El estado intentó reclamar en 1991 los territorios del antiguo distrito de Abrene que habían sido anexionados en 1945 a la RFSS de Rusia, entre ellos la ciudad de Abrene (hoy Pytálovo, óblast de Pskov) y seis parroquias orientales, pero la Federación Rusa rechazó devolverlas porque no considera que estén sujetas al Tratado de Riga. En 2007 ambos países firmaron un tratado fronterizo que reconocía la pertenencia de ese territorio a Rusia. La expresión «región de Abrene» se refiere solo a la parte de la actual Rusia, a pesar de que más de tres cuartas partes del antiguo distrito se encuentran en Letonia.

## Geografía

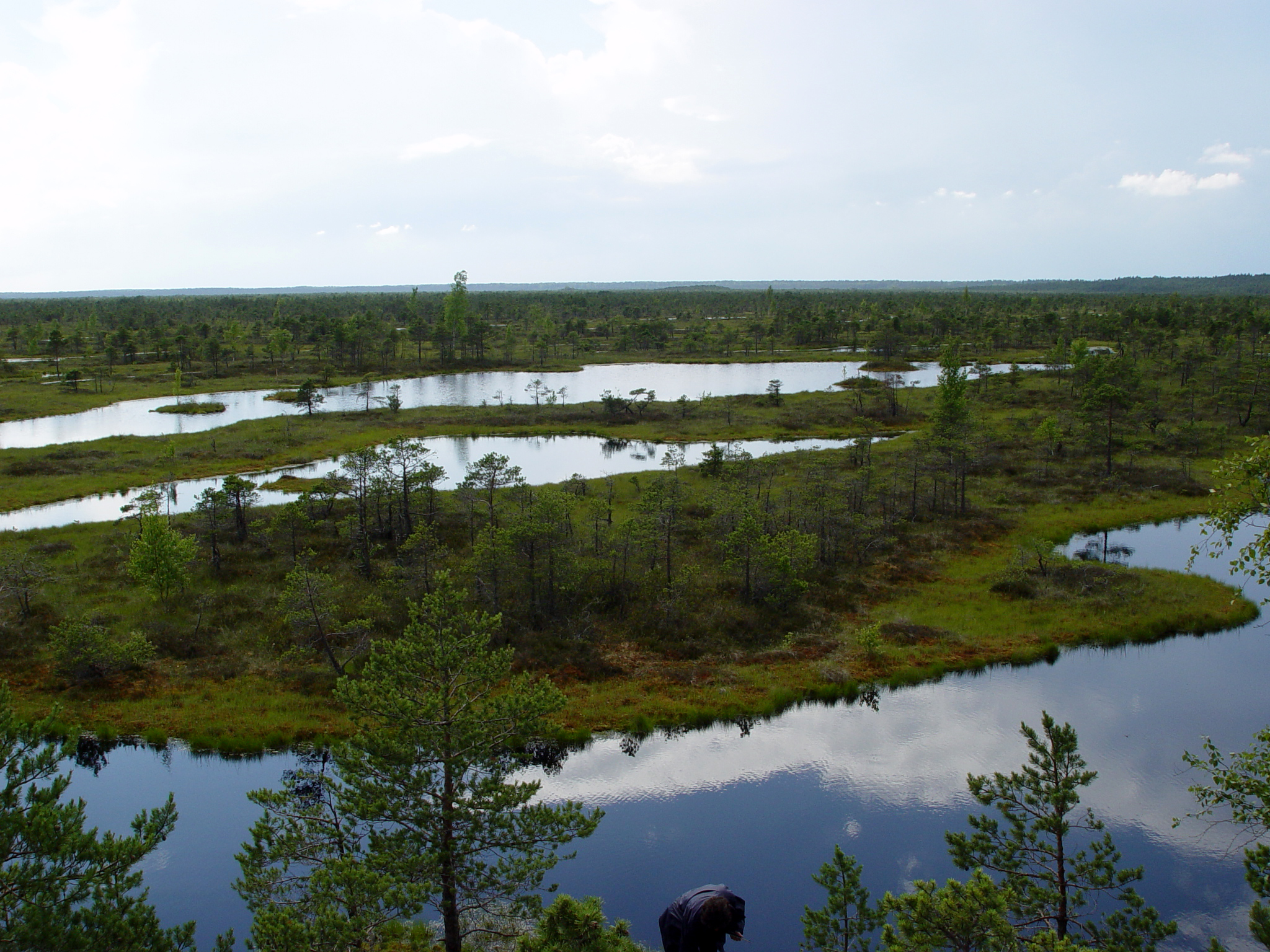
Parque nacional de Kemeri

Letonia está ubicada en el noreste de Europa septentrional, rodeada por el mar Báltico al oeste. La superficie total del país asciende a 64 589 km², siendo el segundo estado báltico en tamaño por detrás de Lituania. Cuenta con 531 km de litoral y los puertos de Ventspils y Liepāja están libres de hielo, lo que les da ventaja sobre otros países vecinos. Al noroeste se encuentran el golfo de Riga y el estrecho de Irbe.
La mayor parte del territorio está a menos de 100 metros sobre el nivel del mar; el punto más alto es la colina Gaizina (311 m s. n. m.).
El relieve interior está formado por extensas llanuras, páramos y pantanos, por lo que muchos terrenos son fértiles y apenas hay elevaciones. El país cuenta con 30 798 km² de bosques coníferos (más de un 47% del total), plantados en su gran mayoría con pinos, abedules, piceas y alisos. Esto le convierte en el cuarto país europeo en proporción de territorio boscoso. Además hay 7469 km² de áreas protegidas. El Fondo Mundial para la Naturaleza (WWF) incluye a Letonia en la ecorregión de bosque templado de frondosas denominada bosque mixto sarmático.
Se estima que existen más de 12 000 ríos y afluentes por todo el territorio nacional, pero solo 17 miden más de 100 km. El más importante es el río Daugava (1020 km), que nace en las colinas de Valdái (Rusia), pasa por Bielorrusia y recorre 370 km de Letonia hasta desembocar en el golfo de Riga. Por otro lado, el más largo es el río Gauja, cuyos 452 km transcurren íntegramente por Letonia. También hay más de 2300 lagos de origen glaciar, entre los cuales destaca el lago Lubāns.
El país tiene un clima continental húmedo. Aunque la proximidad con el mar Báltico suaviza la temperatura, los inviernos pueden ser muy fríos, con promedios de –10 °C a –1 °C. En buena parte del país hay una humedad elevada y precipitaciones constantes, así que la mayoría del terreno agrícola precisa drenaje. Las horas de sol ascienden a 1723 minutos al año, con tan solo seis horas diarias a comienzos del invierno.

### Medio ambiente

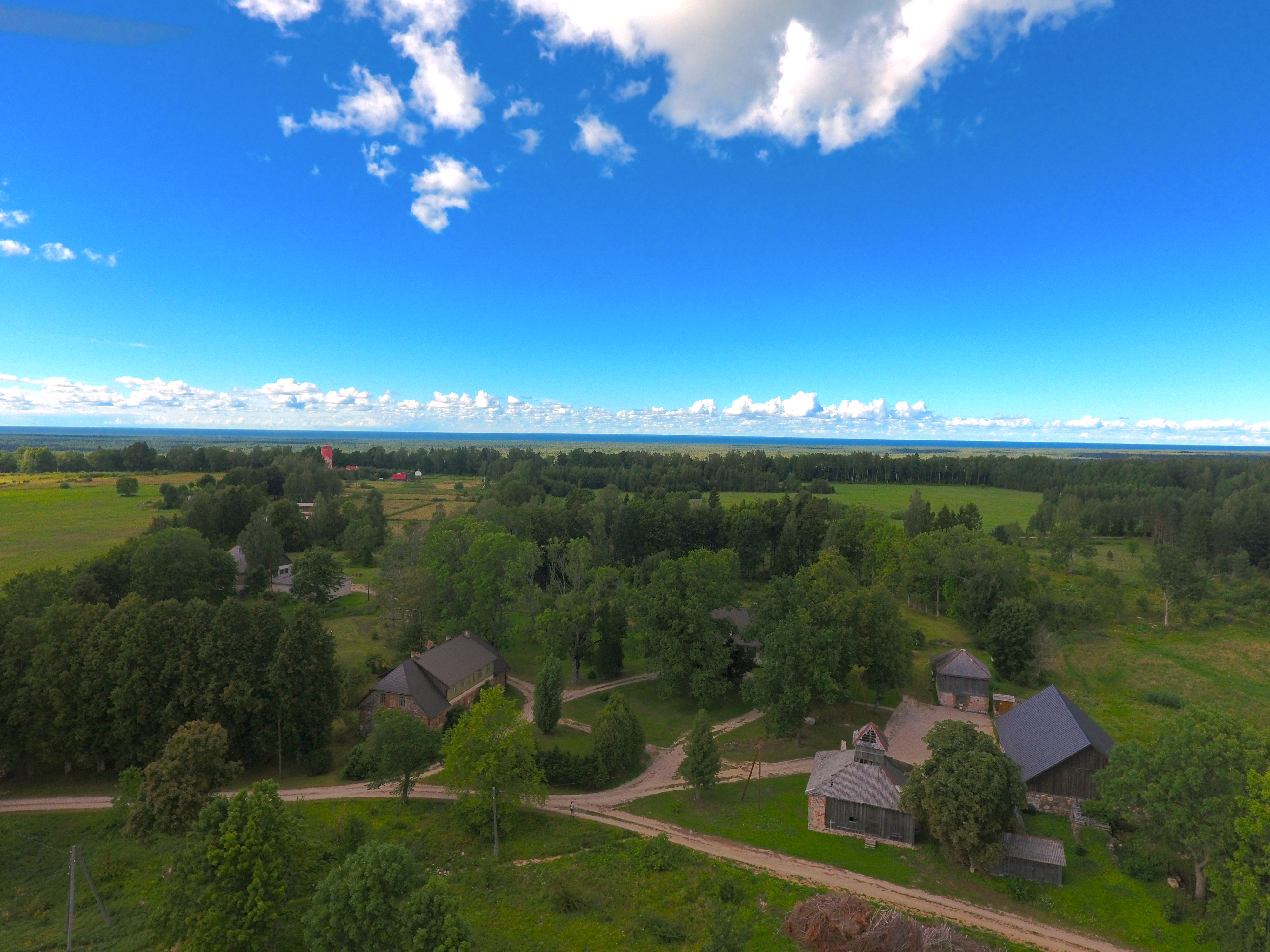
Parque nacional de Slītere

Desde los años 1990 se han tomado medidas para proteger el medio ambiente. En tiempos de la Unión Soviética se apostó por una industria pesada que conllevó niveles altos de polución, contaminación del agua e incluso casos de lluvia ácida. Otro aspecto polémico ha sido el establecimiento de centrales hidroeléctricas: si bien son importantes por la dependencia energética del país, su impacto medioambiental ha llegado a generar numerosas protestas ciudadanas. Desde 1995 existe un Plan Nacional de Políticas Medioambientales que, junto al cierre de las industrias más obsoletas, ha conseguido rebajar la contaminación.
Letonia cuenta hoy en día con cuatro parques nacionales. El parque nacional de Gauja se convirtió en 1973 en el primero con ese reconocimiento, y es también el mayor del país: más de 917 km² de diversidad biológica y atractivos naturales como los acantilados de arenisca. El resto son el parque nacional de Kemeri (1997), que destaca por sus bosques y ciénagas; el parque nacional de Slītere (2000) y el parque nacional de Rāzna (2007), construido sobre el segundo mayor lago del país.

### Flora y fauna
Los bosques cubren 29.660 km² de territorio nacional, alrededor del 45% de Letonia. Los árboles más comunes en los bosques de Letonia son el pino (51%), el abedul (24%), y el abeto (17%). Existe además vegetación pantanosa en algunos lugares. El bosque es el ecosistema natural más característico de Letonia y sigue siendo un elemento muy característico del paisaje letón en la actualidad, beneficiado por las condiciones climáticas del país con una humedad relativa alta. Aproximadamente el 67% de los bosques de Letonia son coníferos y el 33% son caducifolios.

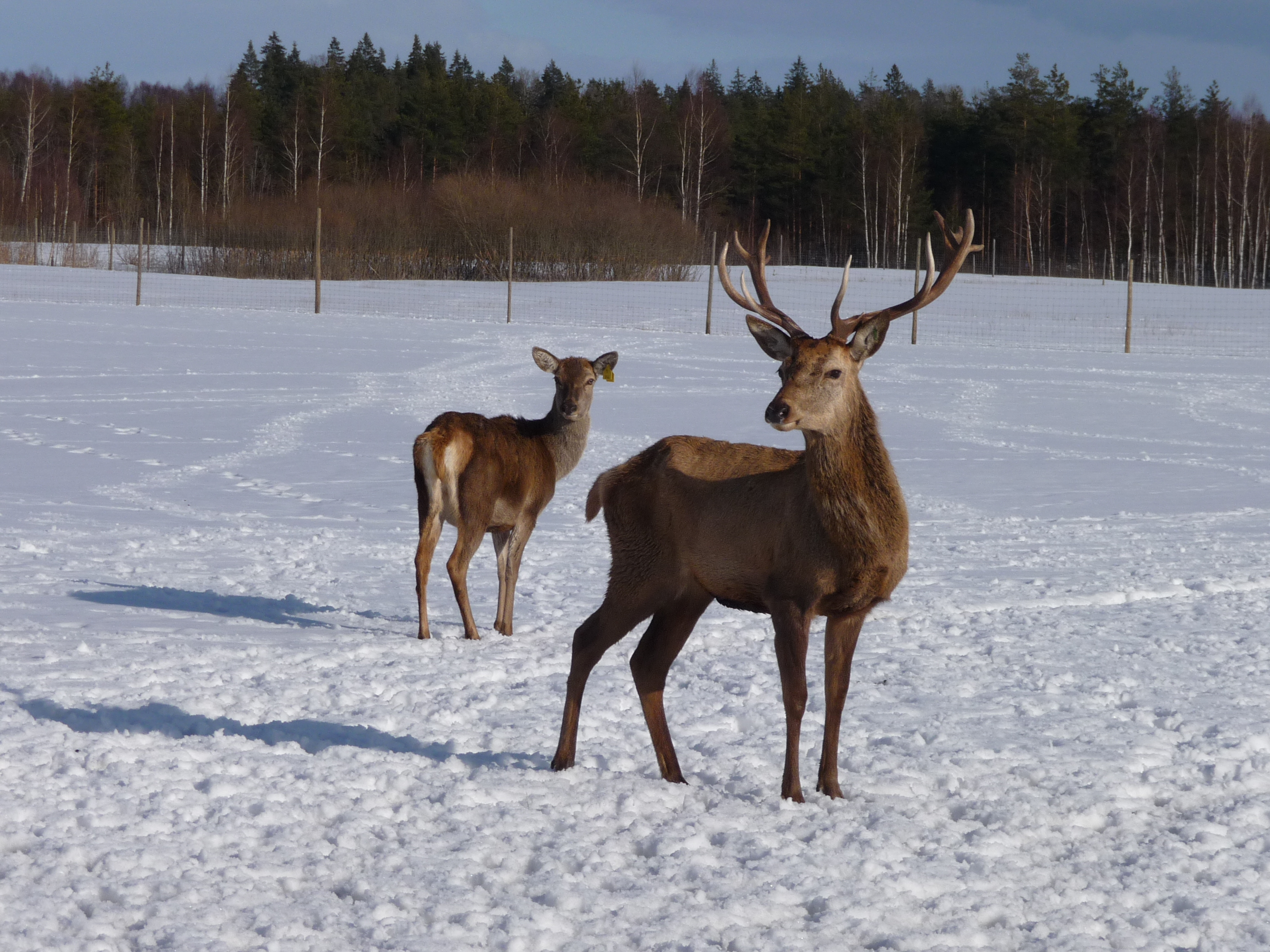
Dos ejemplares de ciervo común en la parroquia de Katvari.

La composición de la fauna letona ha variado a lo largo de los años. Se ha visto afectada tanto por el cambio climático como por el cambio de vegetación, así como por el impacto humano en el medio ambiente. En el período atlántico, cuando el clima era más cálido, en el territorio de Letonia vivían grandes herbívoros. Se estima que hay 507 especies vertebradas y más de 17.000 invertebradas en Letonia. La riqueza de la fauna se explica principalmente por la posición geográfica del país, dentro en un área de bosque mixto, que incluye elementos tanto de la taiga como de la fauna del bosque de hoja ancha. Además, las rutas de migración de aves recorren el Mar Báltico a través de Letonia.
Algunas especies de flora y fauna son consideradas símbolos nacionales: el roble común (Quercus robur, en letón: ozols) y el tilo norteño (Tilia cordata, en letón: liepa) son los árboles nacionales, mientras que la margarita (Leucanthemum vulgare, en letón: pīpene) es la flor nacional. El pájaro nacional es la lavandera blanca (motacilla alba, en letón: baltā cielava), y el insecto más caracteriístico es la mariquita de dos puntos (Adalia bipunctata, en letón: divpunktu mārīte). Por otro lado, se considera que el ámbar es uno de los símbolos culturales más importantes del país, ya que Letonia estaba integrada en la ruta del ámbar.

### Clima
Letonia tiene un clima templado que ha sido descrito en diversas fuentes como continental húmedo (Köppen Dfb) u oceánico/marítimo (Köppen Cfb).
Las regiones costeras, especialmente la costa occidental de la península de Courland, poseen un clima más marítimo, con veranos más frescos e inviernos más suaves, mientras que las partes orientales exhiben un clima más continental, con veranos más cálidos e inviernos más crudos. No obstante, las variaciones de temperatura son escasas, ya que el territorio de Letonia es relativamente pequeño. Además, el terreno de Letonia es especialmente llano (no supera los 350 metros de altura), por lo que el clima letón no se diferencia por la altitud.
Letonia tiene cuatro estaciones pronunciadas de duración casi igual. El invierno comienza a mediados de diciembre y dura hasta mediados de marzo. Los inviernos tienen temperaturas medias de -6 °C y se caracterizan por una capa de nieve estable, sol radiante y días cortos. Son frecuentes los inviernos rigurosos, con vientos fríos, temperaturas extremas de -30 °C (-22 °F) y fuertes nevadas. El verano comienza en junio y dura hasta agosto. Los veranos suelen ser cálidos y soleados, con tardes y noches frescas. Los veranos tienen temperaturas medias de unos 19 °C (66 °F), con extremos de 35 °C (95 °F). La primavera y el otoño son bastante suaves.

## Economía

Evolución del PIB real per cápita de Estonia, Letonia y Lituania desde 1973.

Letonia es actualmente una economía de mercado. Debido a su situación geográfica se trata de un enclave estratégico para el transporte de personas y mercancías. Por producto interno bruto nominal es la 99.ª economía mundial según la clasificación del Fondo Monetario Internacional, mientras que su índice de desarrollo humano es del 0,847 y la tasa de desempleo es del 7%. El reparto por sectores en el PIB de 2016 fue el siguiente: servicios (68,1%), industria (24,1%) y agricultura (7,7%).
Es miembro de la Organización Mundial del Comercio (1999), de la Unión Europea (2004) y de la Organización para la Cooperación y el Desarrollo Económicos (2016). La moneda de curso legal es el euro, que ha reemplazado al lats letón en 2014.
Después de la restauración de independencia de 1991, Letonia ha completado la transición hacia una economía de mercado. Si bien hubo problemas al principio, el país comenzó a prosperar cuando hizo cambios en el sistema bancario y equilibró la balanza de pagos para no depender de Rusia. A partir de 2004 el PIB letón llegó a subir un 6% anual durante cuatro años consecutivos. Sin embargo, este auge fue a costa de una burbuja crediticia y un aumento de la deuda pública que terminaría en el estallido de la crisis financiera letona de 2008-2009: en solo dos años se produjo una acusada contracción económica del 24%, el desempleo ascendió al 21%, y el gobierno letón tuvo que implementar un plan de austeridad además de pedir ayuda al FMI. El país no pudo recuperar los niveles anteriores a la crisis hasta 2017, y actualmente crece a un ritmo del 4% del PIB.
Hoy en día, la mayoría de las empresas estatales en tiempos de la Unión Soviética han sido privatizadas, aunque sigue existiendo control público en compañías estratégicas como la aerolínea AirBaltic y la eléctrica Latvenergo. Según el FMI, la economía letona debe adaptarse a la caída demográfica, mejorar la inversión extranjera y controlar la inflación.
Según el Índice mundial de innovación, a cargo de la Organización Mundial de la Propiedad Intelectual, en 2024, Letonia se ubicó en lugar 42 en innovación entre 132 países del mundo. En 2023, obtuvo el puesto 37 en el mismo índice y el 41 en 2022.

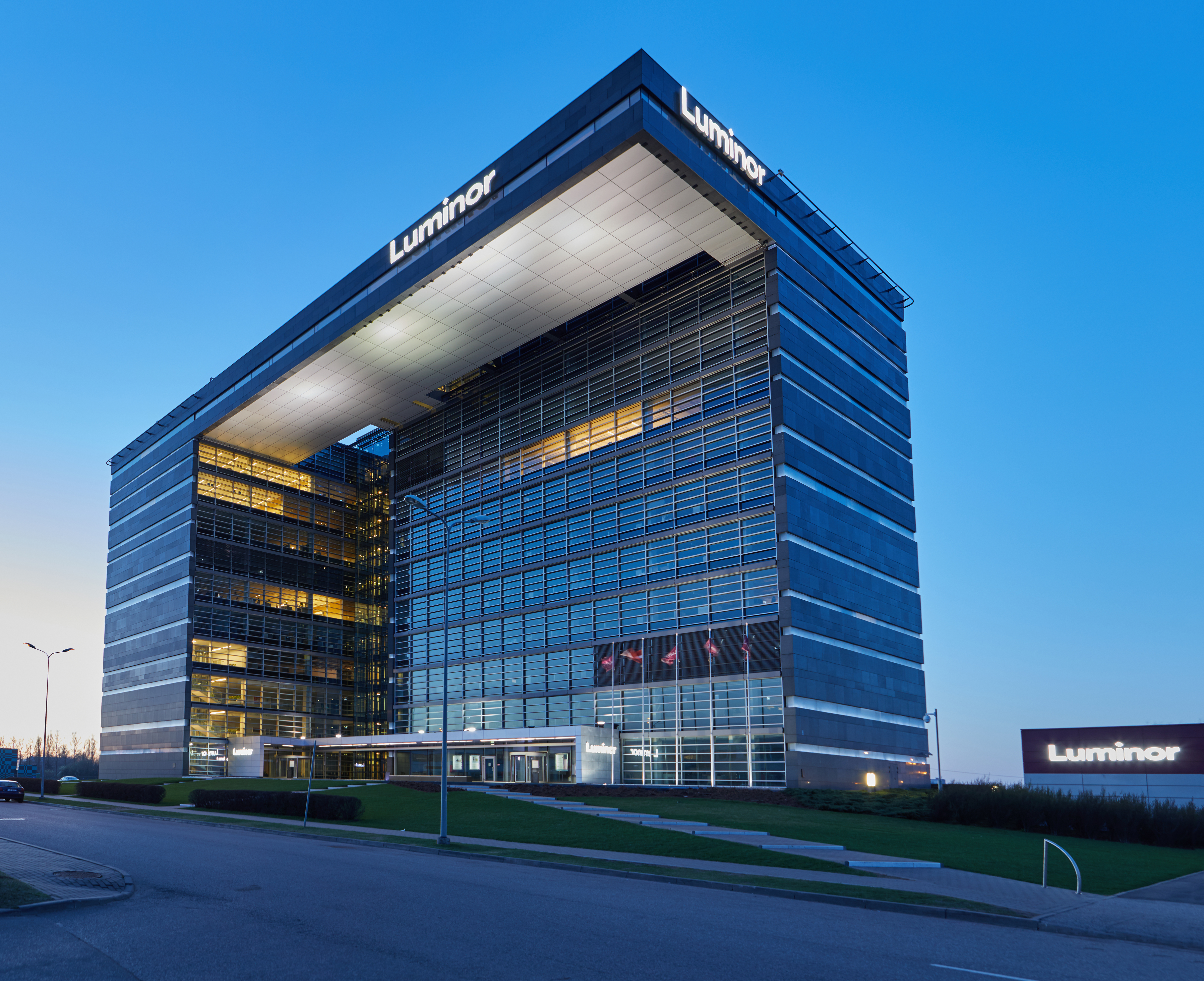
Edificio de oficinas en Riga

### Inversión extranjera
Los principales socios comerciales son los estados de la Unión Europea y Rusia. La economía nacional depende en gran medida de las exportaciones de la industria maderera, siendo uno de los mayores vendedores mundiales de dendroenergía, y del transporte de mercancías. Los productos que más importa son bienes de consumo, maquinaria y combustible. La balanza comercial letona es deficitaria porque el país depende de las importaciones para salir adelante.
En lo que respecta a inversión extranjera directa, en 2016 se repartía de la siguiente forma según datos del Banco de Letonia: servicios financieros (24,9%), comercio (15%), sector inmobiliario (12,5%), industria (12,2%), agricultura (4,4%) y construcción (4,3%). Los principales países inversores son Suecia, Rusia y Alemania. El gobierno ha simplificado los trámites burocráticos para atraer inversores, al punto que el Banco Mundial sitúa al país como el decimocuarto mejor destino para hacer negocios, según el informe Doing Business 2017. De igual modo, ocupa la 42.ª posición en el Índice de Competitividad Global.
| Balanza comercial | Balanza comercial | Balanza comercial | Balanza comercial |
| Exportaciones a   | Exportaciones a   | Importaciones de  | Importaciones de  |
| País              | Porcentaje        | País              | Porcentaje        |
| ----------------- | ----------------- | ----------------- | ----------------- |
| Lituania          | 17 %              | Lituania          | 19 %              |
| Estonia           | 12 %              | Alemania          | 12 %              |
| Rusia             | 9,2 %             | Polonia           | 9,3 %             |
| Alemania          | 7,4 %             | Estonia           | 7,9 %             |
| Suecia            | 6,3 %             | Rusia             | 7,6 %             |
| Otros             | 48,1 %            | Otros             | 44,2 %            |

### Turismo

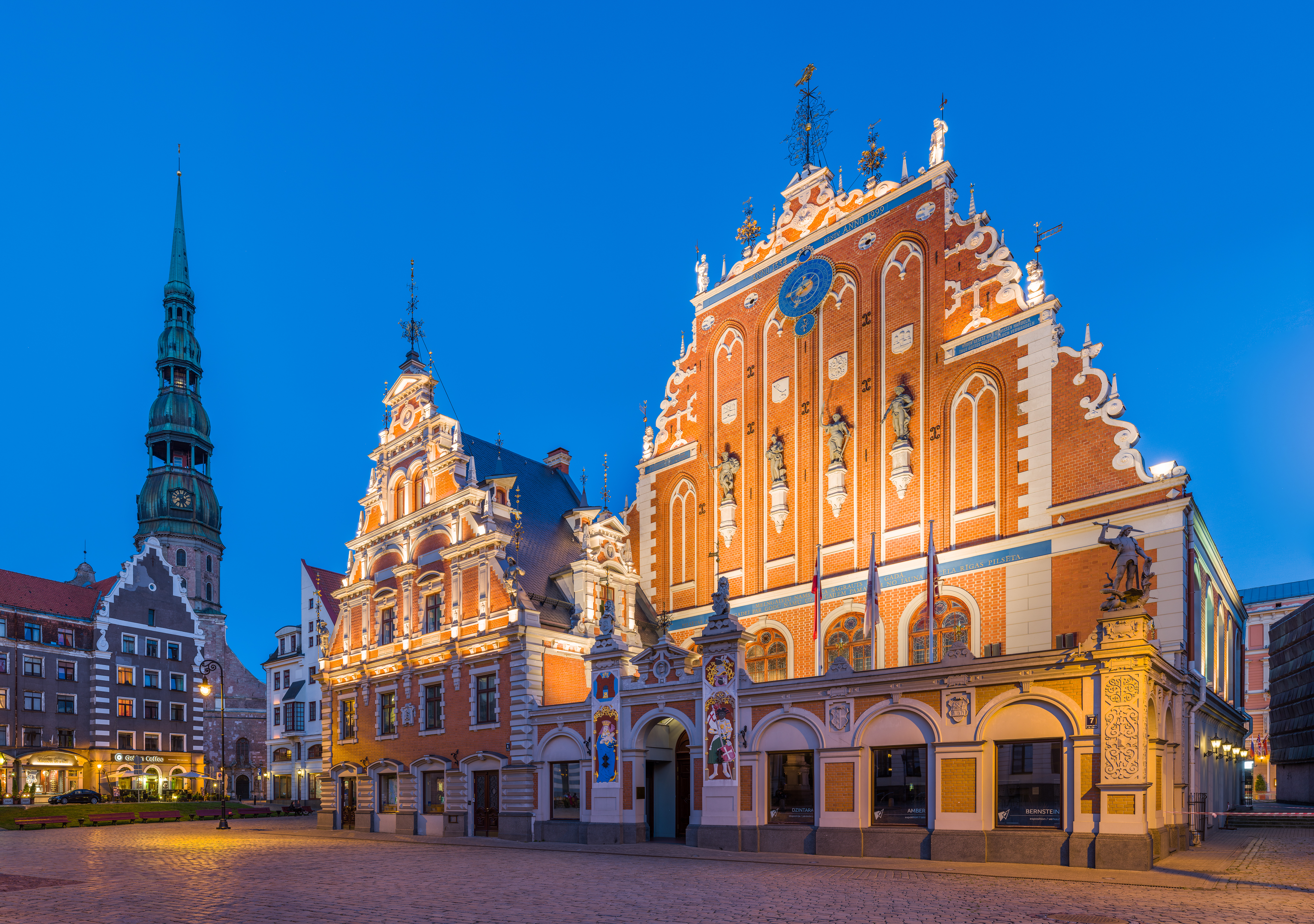
Casa de los Cabezas Negras.

El turismo se ha incrementado desde que Letonia forma parte del espacio Schengen a partir de 2007. Según cifras oficiales del gobierno letón, más de 1 779 000 turistas extranjeros (1 153 000 procedentes de Europa) entraron al país en 2017, de los cuales más de 1 300 000 visitaron Riga. La mayor actividad se produce en los meses de verano, con una tasa de ocupación hotelera anual del 46% a nivel nacional y del 56% en la capital. Estas cifras reflejan un turismo muy centralizado en la capital por su condición de ciudad portuaria —con un incremento del número de cruceros— y porque el centro histórico fue el único Patrimonio de la Humanidad letón no compartido con otros estados hasta que se le dio tal reconocimiento a la ciudad de Kuldiga en 2023. El aeropuerto de Riga es también el mayor aeródromo de los países bálticos.
Aproximadamente el 31% del turismo letón es de origen nacional, mientras que el extranjero procede de estados cercanos como Rusia (9,4%), Alemania (8,1%), Lituania (7%), Estonia (6,3%) y Finlandia (4,5%).

## Servicios

### Educación

Sede de la Universidad de Letonia.

El sistema educativo letón está adaptado a los estándares de la Unión Europea y consta de cuatro niveles: preescolar, primaria, secundaria y educación superior. La enseñanza básica es obligatoria y gratuita tanto en educación preescolar (5 a 7 años) como en los nueve cursos de educación básica (7 a 16 años). Aquellos que superen un examen de acceso podrán cursar la educación secundaria o bien formación profesional (16 a 19 años), con cinco asignaturas comunes: lengua y literatura, matemáticas, idioma extranjero, historia, y educación física. Es necesario superar un examen final a nivel nacional para obtener el título.
El idioma letón es la única lengua vehicular en el sistema público. El estado financia un programa educativo bilingüe para minorías lingüísticas en algunos colegios, la mayoría en idioma ruso, y los centros privados pueden impartir clases en un idioma extranjero. No obstante, todos los estudiantes deben acreditar su dominio del letón para poder graduarse. La tasa de alfabetización es del 99,9%.
La educación superior se imparte en las universidades y en las academias superiores bajo el sistema de licenciatura, máster y doctorado. El proceso de admisión no está centralizado, pero se suele tener en cuenta los resultados del examen final de secundaria. La Universidad de Letonia, fundada en 1919, es la mayor de los estados bálticos con más de 14 000 alumnos matriculados, mientras que la Universidad Técnica es el principal politécnico del país.

### Sanidad

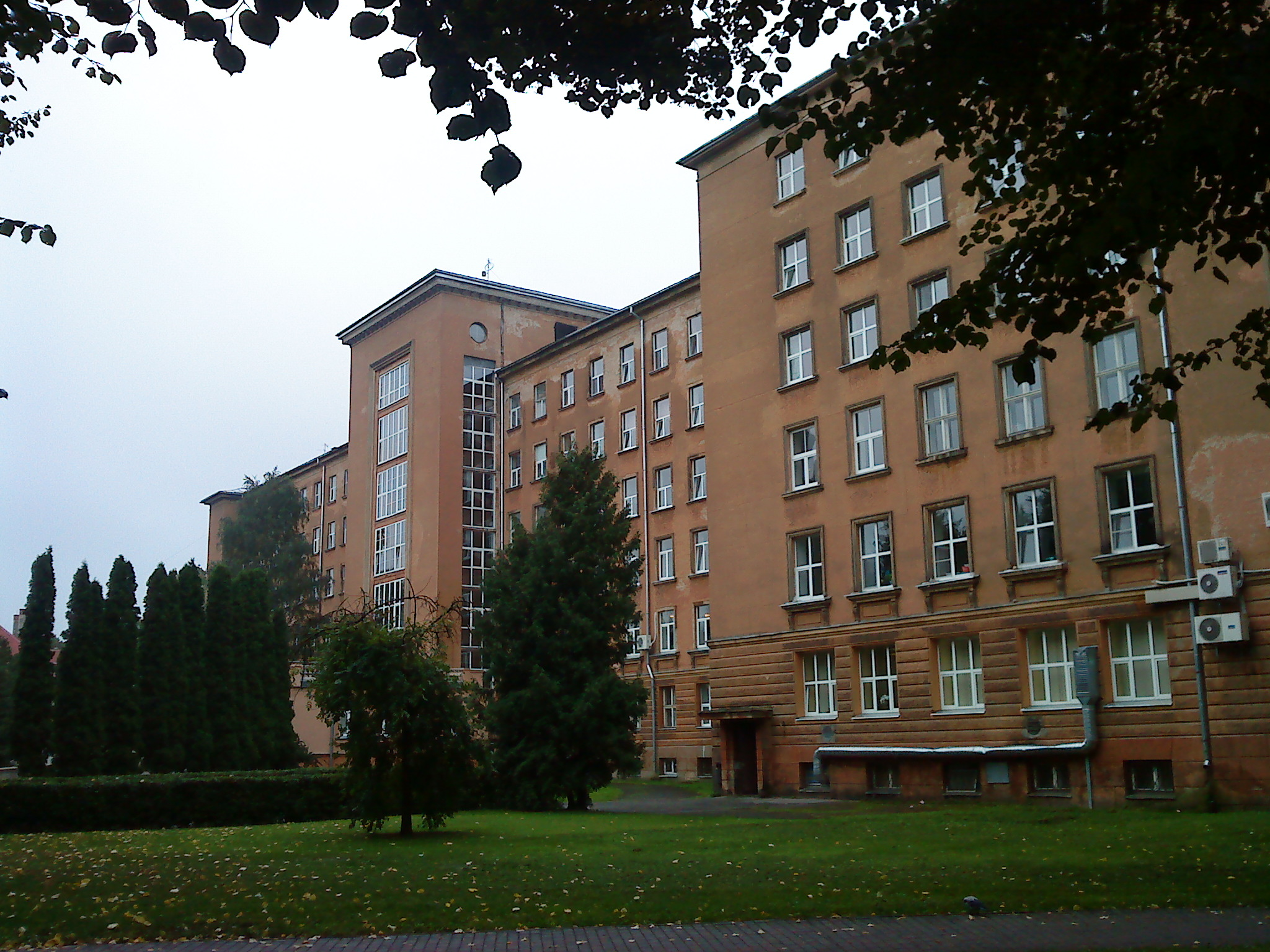
Hospital Universitario Pauls Stradiņš.

En Letonia hay asistencia sanitaria pública que se financia con impuestos, pero la mayoría de servicios implican un copago por consulta. Aproximadamente el 88% de la población tiene acceso al sistema, con una brecha entre el 91% de las zonas urbanas y el 81,5% de las rurales. Desde 2018 todos los habitantes del país deben contratar un seguro de enfermedad obligatorio. Hay grupos de población exentos tanto del copago como del seguro, entre ellos los menores de edad y las personas sin recursos.
En noviembre de 2011 se puso en marcha una entidad nacional de prestaciones sanitarias públicas, el Servicio Nacional de Salud (Nacionālais veselības dienests, NVD), dependiente del Ministerio de Sanidad. El nuevo modelo ha permitido reducir la mortalidad infantil y mejorar la financiación del sistema. No obstante, Letonia se encuentra por debajo de la media europea en inversión sanitaria: tan solo el 61% del presupuesto total de 2021 provenía de fondos públicos. Entre los puntos débiles se encuentran las listas de espera, el insuficiente acceso a medicamentos, la fuga de cerebros y la desigual distribución geográfica, que ha motivado el cierre de hospitales en el ámbito rural.
Gracias a las mejoras en el sistema, Letonia ha visto incrementada su esperanza de vida desde los 70,2 años en 2000 hasta los 75,7 años en 2020. A pesar de ello, representa el penúltimo lugar en el conjunto de la Unión Europea. Dentro de los socios comunitarios, Letonia tiene la segunda mayor tasa de mortalidad en casos tratables. Otro factor influyente son los hábitos de vida: es el país de la Unión con mayor tasa de consumo de alcohol y está por encima de la media europea en fumadores y obesidad.

### Medios de comunicación
La constitución de Letonia reconoce la libertad de expresión, prensa e información, y prohíbe expresamente la censura. La mayoría de los medios son en idioma letón, aunque también existen publicaciones para los hablantes rusos. Letonia ocupa el vigesimocuarto puesto en la clasificación sobre libertad de prensa elaborada por Reporteros Sin Fronteras.
Los medios de comunicación públicos corren a cargo de dos empresas: Latvijas Radio (radio) y Latvijas Televizija (televisión), que desde 2013 trabajan bajo el paraguas de la Radiodifusión Pública de Letonia (en letón: Latvijas Sabiedriskais medijs, LSM). En ambos casos compiten en un mercado audiovisual abierto a la competencia desde 1991. En lo que respecta a la prensa, hay tres diarios de tirada nacional: Diena, Latvijas Avīze y Neatkarīgā Rīta Avīze.
Con respecto a la televisión, los más vistos son LTV1, LTV7 y TV3. En cuanto a la radio, las emisoras más destacadas son Latvijas Radio, European Hit Radio, Radio Skonto, Radio SWH y Radio SWH Rock.

## Infraestructura

### Energía

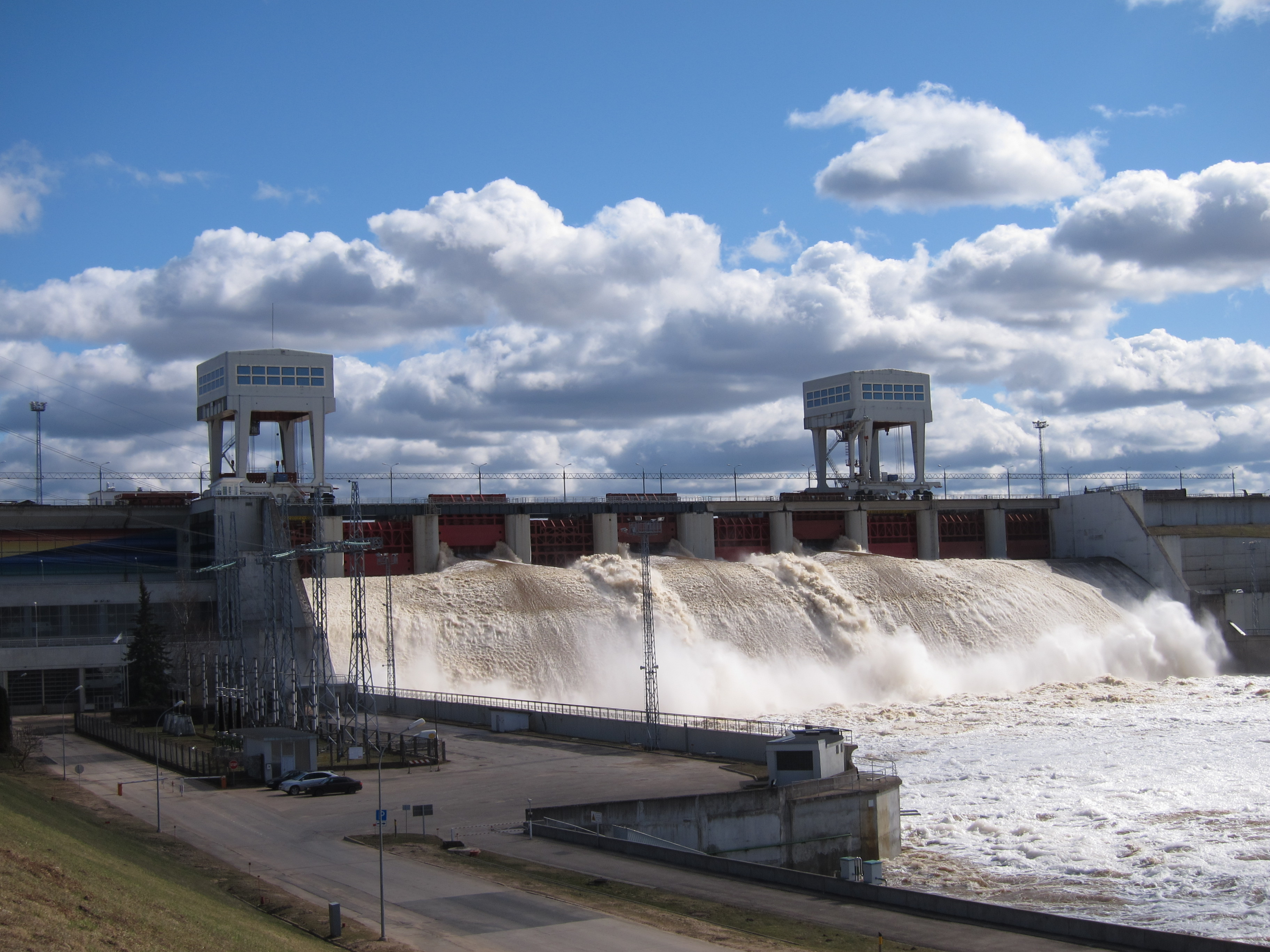
Central hidroeléctrica de Pļaviņas.

Más de un tercio de la energía generada en Letonia proviene de tres centrales hidroeléctricas a las orillas del río Daugava, mientras que el resto procede de dos plantas de gas natural y crudo pesado en Riga. Letonia asegura ser el tercer país de la Unión Europea en consumo de energías renovables, por detrás de Suecia y Finlandia.
El país ha tomado medidas para reducir su dependencia energética de otros estados. Desde 2025, Letonia y el resto de estados bálticos dependen exclusivamente de la red energética de la Unión Europea. Anteriormente el país consumía casi toda su energía procedente de Rusia, pero desde la década del 2000 los tres estados exsoviéticos han tomado medidas e invertido en infraestructuras para reducirlo hasta prescindir de ella. Este proceso se ha acelerado a raíz de la invasión rusa de Ucrania en 2022. Letonia depende en gran medida de tres interconexiones: el Estlink entre Estonia y Finlandia, el NordBalt entre Lituania y Suecia, y el LitPol entre Lituania y Polonia.
La empresa eléctrica Latvenergo está controlada por el estado y genera el 70% de la energía consumida en el país. La compañía de gas natural Latvijas Gāze sí ha sido privatizada y durante años su máximo accionista fue el grupo ruso Gazprom, pero en 2024 se deshicieron de su participación.

### Vivienda
El país báltico tenía un parque aproximado de 1 389 227 bienes inmobiliarios y 1 431 785 edificios a finales del año 2015, según datos de la Agencia Estatal de Suelo de Letonia. La mayoría de las viviendas fueron construidas cuando el país formaba parte de la Unión Soviética, por lo que el parque está en proceso de renovación. El precio medio de la vivienda nueva es de 1578 €/m², pero varía ostensiblemente en función del municipio: los pisos más caros se encuentran en el área metropolitana de Riga y en Valmiera, mientras que los precios han caído en las zonas con mayor desempleo.

### Transporte

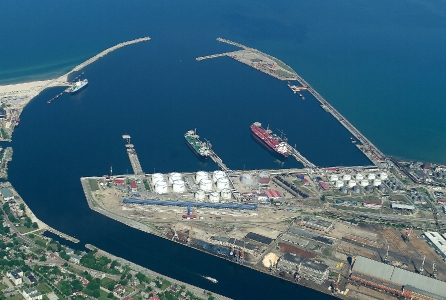
Vista aérea del puerto de Ventspils.

El transporte se ha desarrollado a partir de la década de 1990, coincidiendo con la restauración de la independencia. El país cuenta con una red de carreteras de 14 600 km, incluyendo un total de quince autopistas (1650 km), 133 vías nacionales y más de 1480 vías secundarias. El sistema es fundamentalmente radial, pues las vías principales parten del área metropolitana de Riga. Desde 2004 la gestión y mantenimiento corresponde a la empresa estatal Latvijas Valsts ceļi.
El Aeropuerto Internacional de Riga transporta seis millones de pasajeros cada año, lo que le convierte en el más activo de los países bálticos. Tiene vuelos directos a más de 80 destinos en 30 países, y es el centro de conexión de la aerolínea AirBaltic. Existen también dos aeropuertos en Liepāja y Ventspils, pero su uso está limitado a vuelos chárter.
En lo que respecta a las comunicaciones marítimas, los puertos más importantes del país están localizados en Riga, Ventspils y Liepāja. El puerto de Riga es el más activo y depende tanto de las importaciones como del transporte de pasajeros, mientras que el puerto de Ventspils destaca por las exportaciones de petróleo crudo.
El servicio ferroviario corre a cargo de la empresa pública Ferrocarriles Letones (en letón: Latvijas dzelzceļš). A través de una red radial con ancho de vía ruso, está especializada en transporte de mercancías a los puertos de Ventspils y Liepāja. Para el transporte de pasajeros existe una filial llamada Pasažieru vilciens.
De acuerdo con el Índice de Desempeño Logístico 2018 del Banco Mundial, que mide la calidad de las infraestructuras entre otros aspectos, Letonia ocupa el puesto 70 entre los 160 países analizados.

### Telecomunicaciones
El mercado de las telecomunicaciones está abierto a la competencia desde 2003. El operador mayoritario es Tet, fundado en 1992 como monopolio público, que opera servicios de telefonía fija, móvil —a través de una participación en LMT—, internet y comercialización de energía. El 51% de las acciones pertenecen al estado, mientras que el 49% restante está controlado por Telia.
En telefonía móvil, existen cuatro operadores con red propia —LMT, Tele2, Bite Latvija y Triatel— y un pequeño mercado de operadores móviles virtuales. Igual que en otros estados de la Unión Europea, en Letonia hay oficialmente más líneas de telefonía móvil que habitantes. Sin embargo, en telefonía fija hay tan solo 18 líneas por cada 100 habitantes.
La conexión a Internet está garantizada mediante fibra óptica con las redes de Estonia, Finlandia y Suecia. Según los datos del gobierno letón, el 78,5% de la población utilizaba internet de forma regular a finales de 2017, y el grado de penetración es del 99% en usuarios entre 16 y 24 años.

## Demografía

Gráfico de evolución demográfica de Letonia, desde 1920 hasta 2014.

Según los datos oficiales de población para el año 2024, Letonia tiene una población de 1 871 882 habitantes, suponiendo una bajada de 11 126 personas con respecto al año 2023, lo que refleja la pérdida de población continua del país. La Oficina Central de Estadísticas de Letonia estimaba una población de 1 930 000 habitantes en 2018. De este conjunto, un 84,8% (1,78 millones de personas) posee la nacionalidad letona; un 11,23% (237 000 personas) no tiene ciudadanía definida, y el 3,97% restante son ciudadanos extranjeros. La edad promedio de los letones es de 41 años.
Entre 1991 y 2011, Letonia perdió más de un 23% de su población por dos factores: la caída de su tasa de fertilidad, y un saldo migratorio negativo que se acentuó con la crisis económica de 2008. La caída se ha agudizado con el ingreso del país en la Unión Europea, y es especialmente acusada en las regiones rusófonas, donde el desempleo es mayor que en el área metropolitana de la capital. En 1989 la población de Letonia era de 2 668 140 habitantes, habiendo perdido desde su independencia casi 800 000 habitantes.
La población femenina es el 53,77%, mientras que los hombres representan el 46,23% de la población total del país. Para el año 2020, el 16% de la población tenía menos de 14 años, el 63,20% entre 15 y 64 años, mientras que el grupo de mayores de 65 años representaban un 20,8% de la población, por lo que se trata de una población envejecida. El saldo vegetativo es negativo, produciéndose alrededor de 11 000 muertes más que nacimientos de media cada año.La tasa de natalidad en el país es baja, del 7,7‰ en 2023, mientras que el número medio de hijos por mujer es de 1,47, lo que repercute en la pérdida de población del país. En el año 2023 se produjeron un 9,17% menos de nacimientos con respecto al año 2022.
La esperanza de vida es de 75,9 años, siendo la de las mujeres de 80,8 mientras que los hombres viven de media 70,8 años.

### Composición étnica
Los ciudadanos de origen letón son mayoría con un 62,1% (1 284 194 personas), seguidos por los de origen ruso con un 26,9% (556 422 personas). En algunas ciudades de la región sudoriental, como Daugavpils o Rēzekne, hay más personas de origen ruso que letón. El resto de la población está compuesta por grupos minoritarios de bielorrusos (3,3%), ucranianos (2,2%), polacos (2,2%), lituanos (1,2%) y otros (2,1%).
La letona había sido una sociedad multiétnica durante siglos, pero la composición cambió en el siglo XX debido a las Guerras Mundiales, a la expulsión de los alemanes bálticos, al Holocausto y a la ocupación de la Unión Soviética. De acuerdo con el censo del Imperio ruso de 1897, Letonia contaba con un 68,3% de letones, un 12% de rusos, un 7,4% de judíos, un 6,2% de alemanes y un 3,4% de polacos.
En tiempos de la RSS de Letonia se produjo la llegada de emigrantes de otras repúblicas socialistas, por lo que el porcentaje de letones étnicos pasó del 77% en 1935 (1,46 millones) al 52% en 1989 (1,38 millones). Tras la independencia muchos ciudadanos no letones se marcharon del país. Sin embargo, el descenso demográfico ha provocado que hoy haya menos residentes letones en número que en la etapa soviética.

#### Personas sin ciudadanía

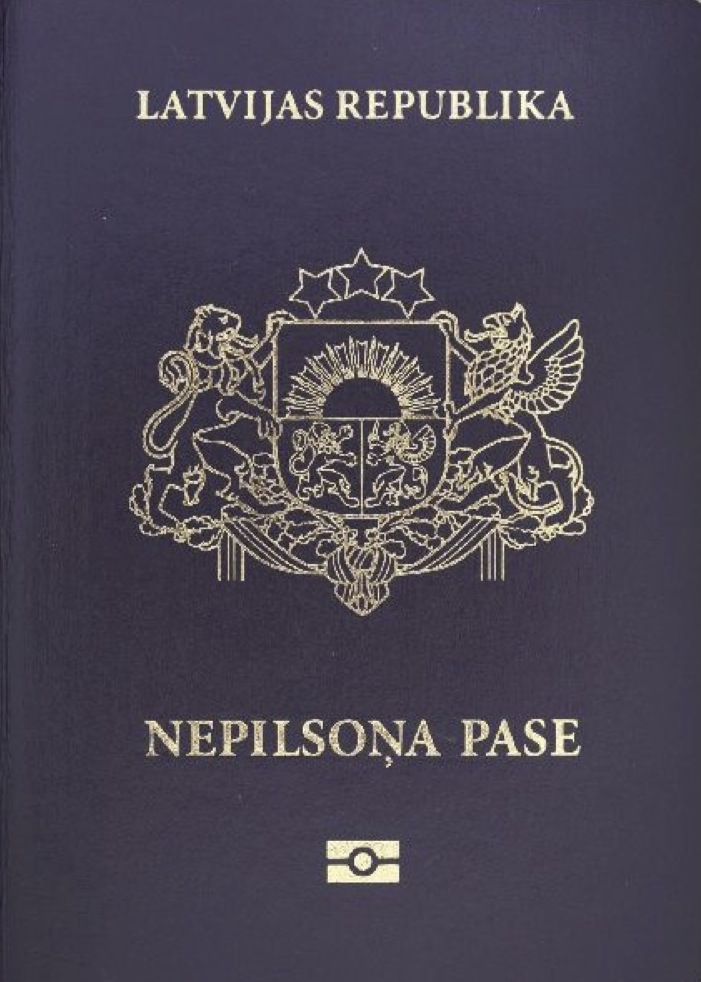
Pasaporte de Letonia para personas sin ciudadanía definida.

La figura de los «no ciudadanos» (en letón: nepilsoņi) se aplica a las personas que llegaron a Letonia durante la Unión Soviética, así como a sus descendientes, y que no han obtenido otra nacionalidad después de la disolución de la URSS. A efectos legales no tienen la ciudadanía de ningún país, pero tampoco se les considera apátridas. Gracias a un pasaporte especial de color azul, pueden circular por el espacio Schengen y por Rusia sin visado durante 90 días en un periodo de seis meses. Sin embargo, no tienen los mismos derechos políticos que un ciudadano letón: carecen del derecho a voto, no pueden presentarse a ningún proceso electoral y tampoco se les permite acceder a empleos de la administración pública. Hoy en día hay 183 796 personas bajo esa figura jurídica, lo que representa el 8,96% de la población.
Después de independizarse, el nuevo estado consideraba «letón de origen» solo a aquellas personas nacidas en Letonia antes del 17 de junio de 1940 (si lo acreditaban) y a sus descendientes, pues en esa fecha se produjo la invasión de la Unión Soviética y la posterior creación de la República Socialista de Letonia. Además se establecía una prueba de idioma letón para conseguir la nacionalidad, lo cual excluía a muchos ciudadanos rusófonos que habían llegado en tiempos de la Unión Soviética.
Los «no ciudadanos» pueden obtener la nacionalidad letona si han residido permanentemente en Letonia durante cinco años y superan unas pruebas sobre la lengua, cultura e historia del país. El gobierno letón asegura que más de 140 000 personas se han acogido a este proceso de naturalización entre 1991 y 2011. No obstante, el estado se reserva el derecho a vetar la naturalización de cualquier persona que considere «desleal», incluyendo antiguos miembros del KGB o del Partido Comunista Soviético. El Comité de Derechos Humanos ha cuestionado esta práctica en varias ocasiones, mientras que el estado lo defiende como un modelo de integración social.

### Idiomas

Mapa con el porcentaje de idioma letón (azul) como lengua materna, según el censo de 2011. La cifra desciende en Riga y en Latgale.

La única lengua oficial en la República de Letonia es el letón, un idioma báltico que pertenece a la familia de lenguas indoeuropeas. El 62,1% de la población tiene el letón como lengua materna, y un 90% la utiliza en su vida cotidiana. El resto de idiomas son considerados «extranjeros» a efectos legales, con la única excepción del livonio.
La oficialidad del letón está reconocida tanto en la Constitución de Letonia como en la Ley de Idiomas de 1999, cuyo preámbulo menciona «la integración de las minorías étnicas en la sociedad letona, respetando sus derechos lingüísticos». Para obtener la nacionalidad letona, así como determinados trabajos, es necesario acreditar el dominio del idioma en un examen estatal. Además, es obligatorio que todos los documentos oficiales, topónimos e incluso los nombres propios sean redactados en letón. Para garantizar su cumplimiento existen instituciones oficiales como la Comisión Estatal de Idiomas, dependiente de la presidencia, o el Comité Lingüístico de Idiomas, dependiente del Ministerio de Justicia y con poder sancionador.
Un 37,2% de la población tiene el idioma ruso como lengua materna, pero al ser considerada «lengua extranjera» no goza de protección. Aun así, el 67% de los letones tienen nociones básicas de ruso según datos del Eurobarómetro. Letonia ha firmado y ratificado el Tratado Europeo para la Protección de Minorías, aunque el parlamento nacional aprobó una enmienda que invalida dos puntos del artículo 10 (libertad de uso lingüístico) y uno del artículo 11 (nombres propios). A pesar del ingreso en la Unión Europea, la política lingüística letona sigue siendo una de las más severas del continente.
En 2012 se celebró un referéndum en el que el 74% de los votantes rechazó incluir el ruso como segundo idioma oficial.

### Religión
La Constitución garantiza la separación entre iglesia y estado, así como la libertad de culto.

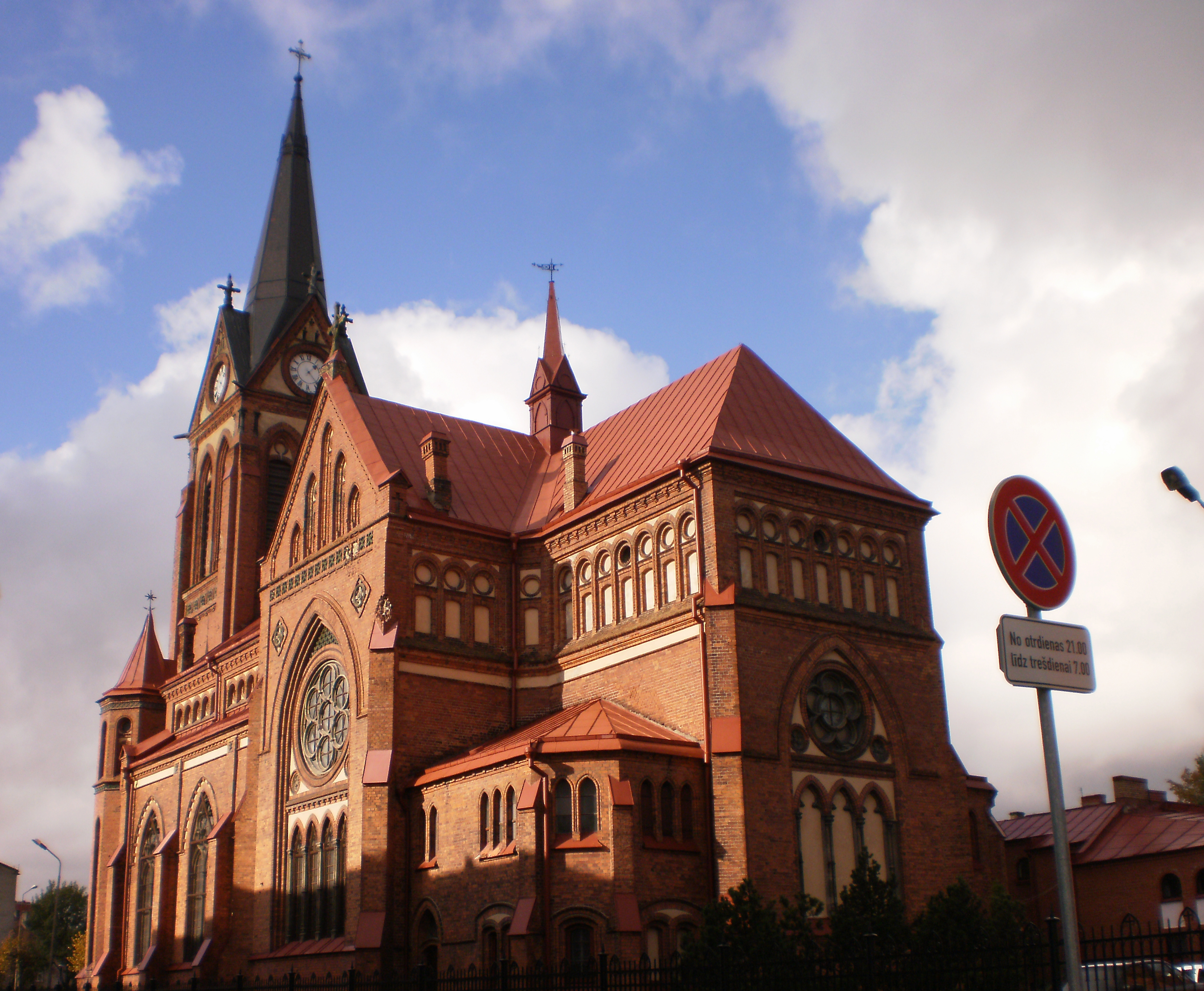
Catedral de la Inmaculada Concepción en Jelgava

El cristianismo es la religión con la que más habitantes se identifican, un 79% según datos del Eurostat, pero tan solo el 7% de la población asiste regularmente a servicios religiosos. Dentro del cristianismo las corrientes más practicadas son el luteranismo, el catolicismo y la iglesia ortodoxa letona, esta última mayoritaria entre letones de origen ruso. Históricamente el oeste y el centro del país han sido más proclives al protestantismo, mientras que la región sudoriental de Latgale era mayoritariamente católica. El 21% de la población no se identifica con ninguna religión.
Letonia fue una de las últimas regiones europeas en ser cristianizada. Los habitantes de la región solían practicar el paganismo nórdico y la mitología báltica, pero a partir del siglo XII cayeron bajo influencia católica por la invasión de alemanes y daneses, en el marco de las llamadas cruzadas bálticas. A partir de la reforma protestante se produjo una rápida expansión del luteranismo, al punto de que tan solo Latgale permaneció católica por influencia de la mancomunidad polaco-lituana, mientras que la adhesión al Imperio ruso conllevó un auge de la iglesia ortodoxa. La religión en la Unión Soviética fue desincentivada e incluso perseguida.
Cabe destacar la existencia de un movimiento neopagano de origen letón, el dievturība, que surgió en 1925 como movimiento reconstruccionista del folclore nacional. Hoy en día se trata de un grupo minoritario.
Las estadísticas oficiales indican que actualmente viven en Letonia unos 4.700 judíos.

## Cultura

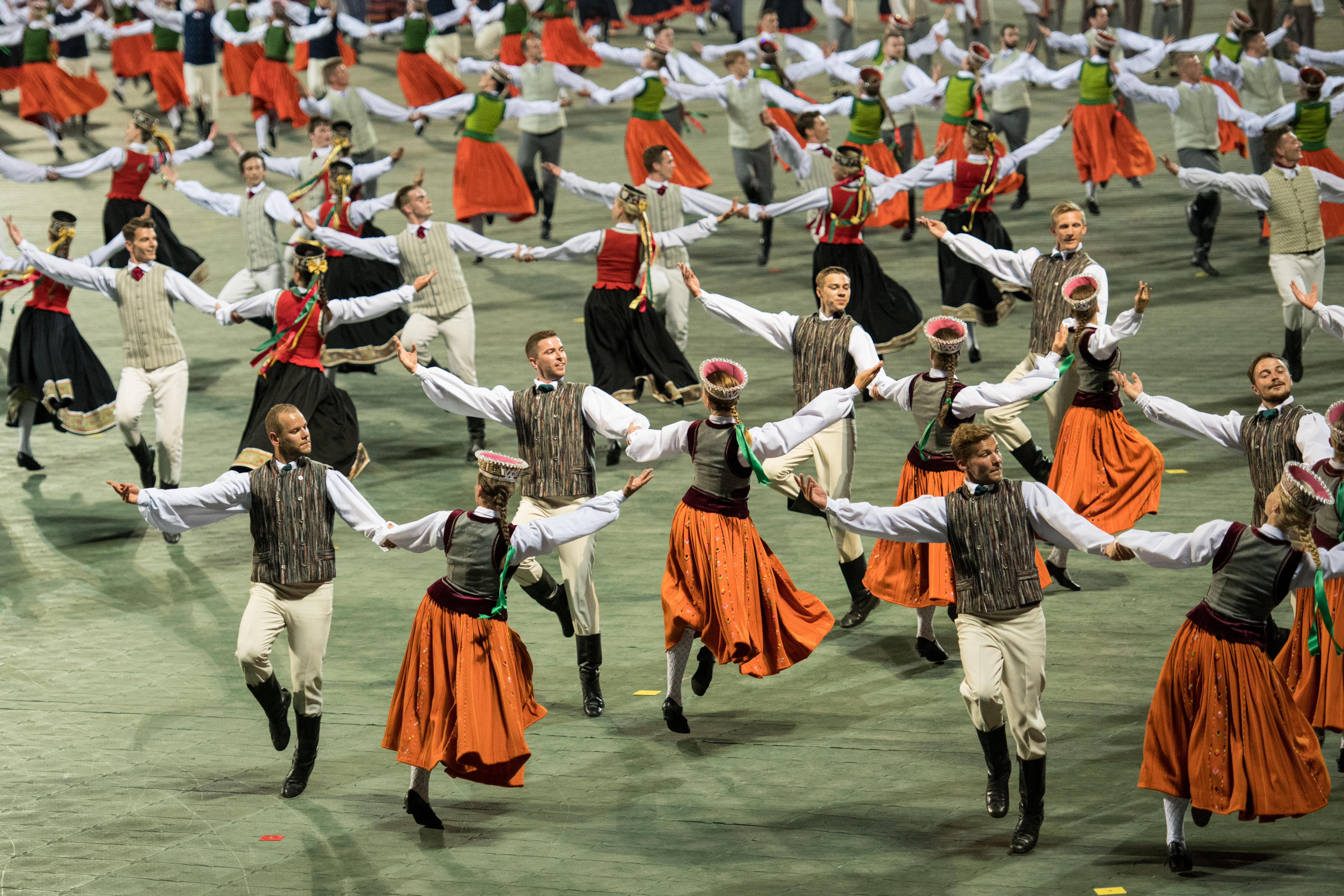
Baile tradicional en el Festival de la Canción y la Danza de Letonia.

La cultura de Letonia incorpora elementos de los pueblos bálticos, representados en el idioma letón, con otros propios de la cultura europea. Por historia y geografía, Letonia se ha visto influida por las tradiciones de los livonios, de las tribus bálticas, de los alemanes del Báltico, de los escandinavos y de los rusos. De ese último grupo cabe destacar una significativa comunidad rusófona en la región sudoriental. El letón pertenece a la familia de lenguas indoeuropeas, y la única lengua viva con la que mantiene una relación de parentesco es el idioma lituano.
El movimiento nacionalista letón impulsó el desarrollo de una cultura propia a partir de la década de 1850, en contraposición al dominio ejercido por los alemanes bálticos y más tarde por el Imperio ruso. Tras la independencia en 1918, el idioma letón se convirtió en el único oficial del país. En tiempos de la Unión Soviética la llegada de nuevos habitantes provocó un proceso de rusificación, pero a partir de 1990 el nuevo gobierno impulsó una política lingüística muy restrictiva con el uso de cualquier idioma que no fuese el letón.
Letonia cuenta con tres bienes declarados Patrimonio de la Humanidad por la Unesco: el centro histórico de Riga (1997), la ciudad de Kuldiga (2023) y el arco geodésico de Struve (2005), este último compartido con otros nueve países. El casco antiguo de la capital, también conocido como Vecrīga, destaca por la acumulación de lugares emblemáticos como la catedral de Riga, considerada la iglesia medieval más grande del Báltico, así como por los numerosos edificios modernistas diseñados por Mijaíl Eisenstein.
Por otra parte, el estado tiene dos bienes culturales inmateriales: el Festival de la Canción y la Danza de Letonia —compartido con los eventos equivalentes de Estonia y Lituania— y la Herencia Cultural del Pueblo Suiti, una pequeña comunidad ubicada en el pueblo de Alsunga.

### Arquitectura

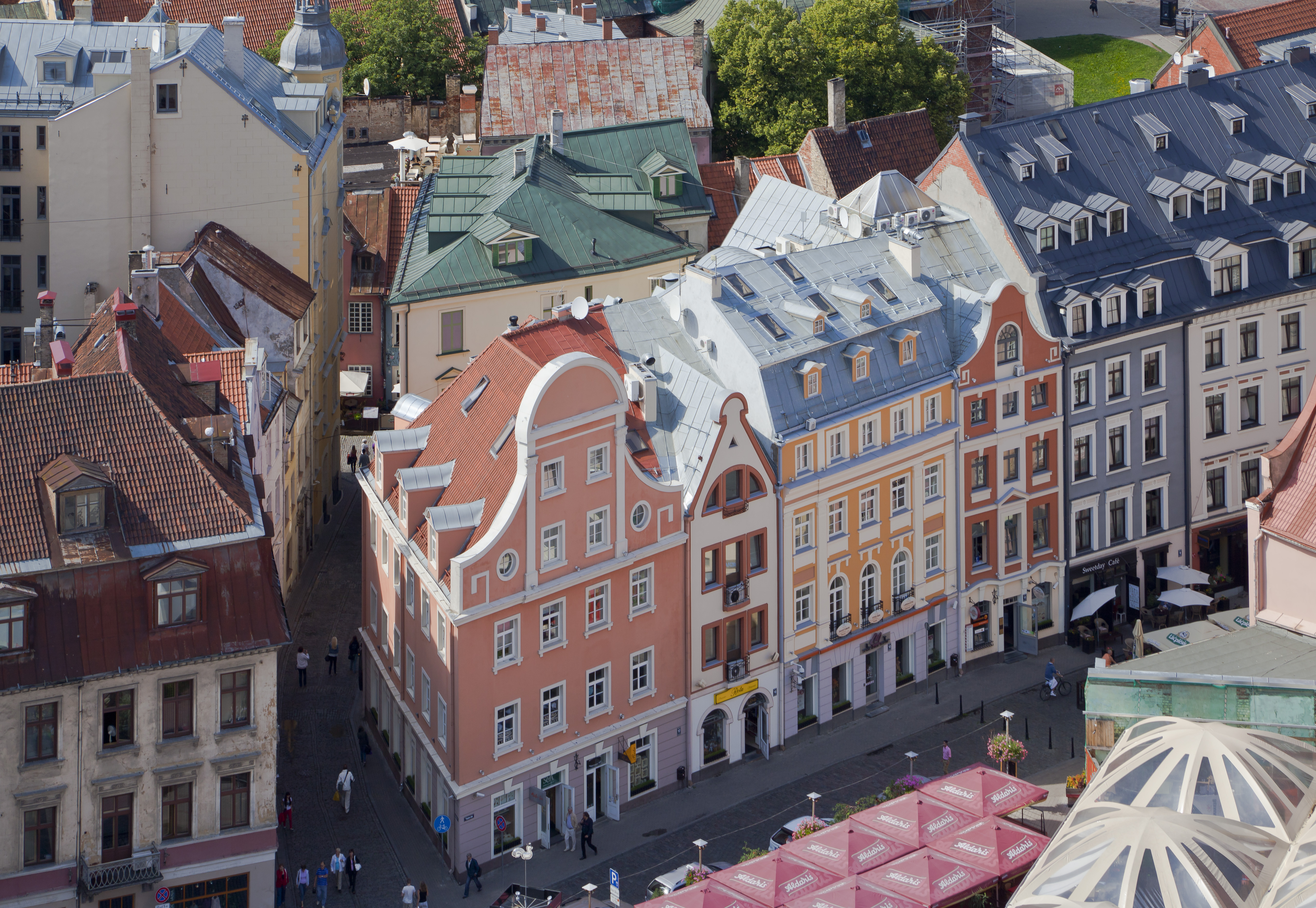
Edificios en el casco antiguo de Riga.

La arquitectura tradicional está basada en las casas de madera, con notables diferencias según la región. En la zona occidental predominan las construcciones individuales, mientras que en la oriental los hogares están situados a lo largo de una calle principal. Aunque a partir del siglo XII se empezó a construir con piedra por influencia de alemanes y escandinavos, los edificios de madera siguieron estilándose hasta comienzos del siglo XX. Hoy en día pocas de esas viviendas siguen en pie, pero las autoridades han intentado preservar este legado cultural.
El desarrollo económico de Letonia en el siglo XIX conllevó la construcción de numerosos edificios, primero de estilo neoclásico y posteriormente de estilo modernista, tanto en Riga como en otras ciudades del país. Por otro lado, durante la etapa soviética se erigieron instalaciones como bases militares, plantas hidroeléctricas, y bloques de viviendas para cubrir el crecimiento demográfico. De ese periodo procede la torre de radio y televisión de Riga, inaugurada en 1986 como la tercera más alta de Europa gracias a sus 368 metros.

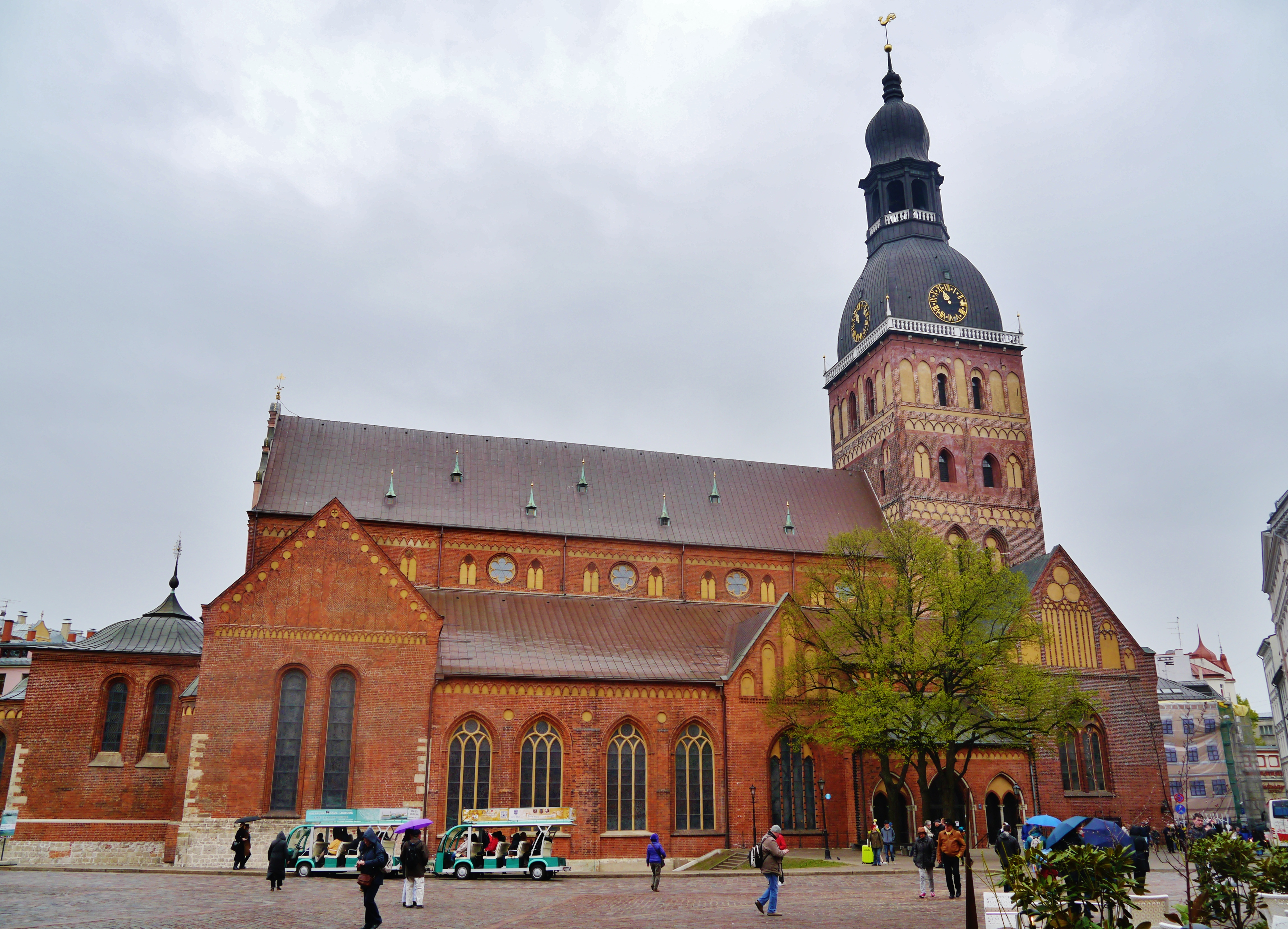
Catedral de Riga.
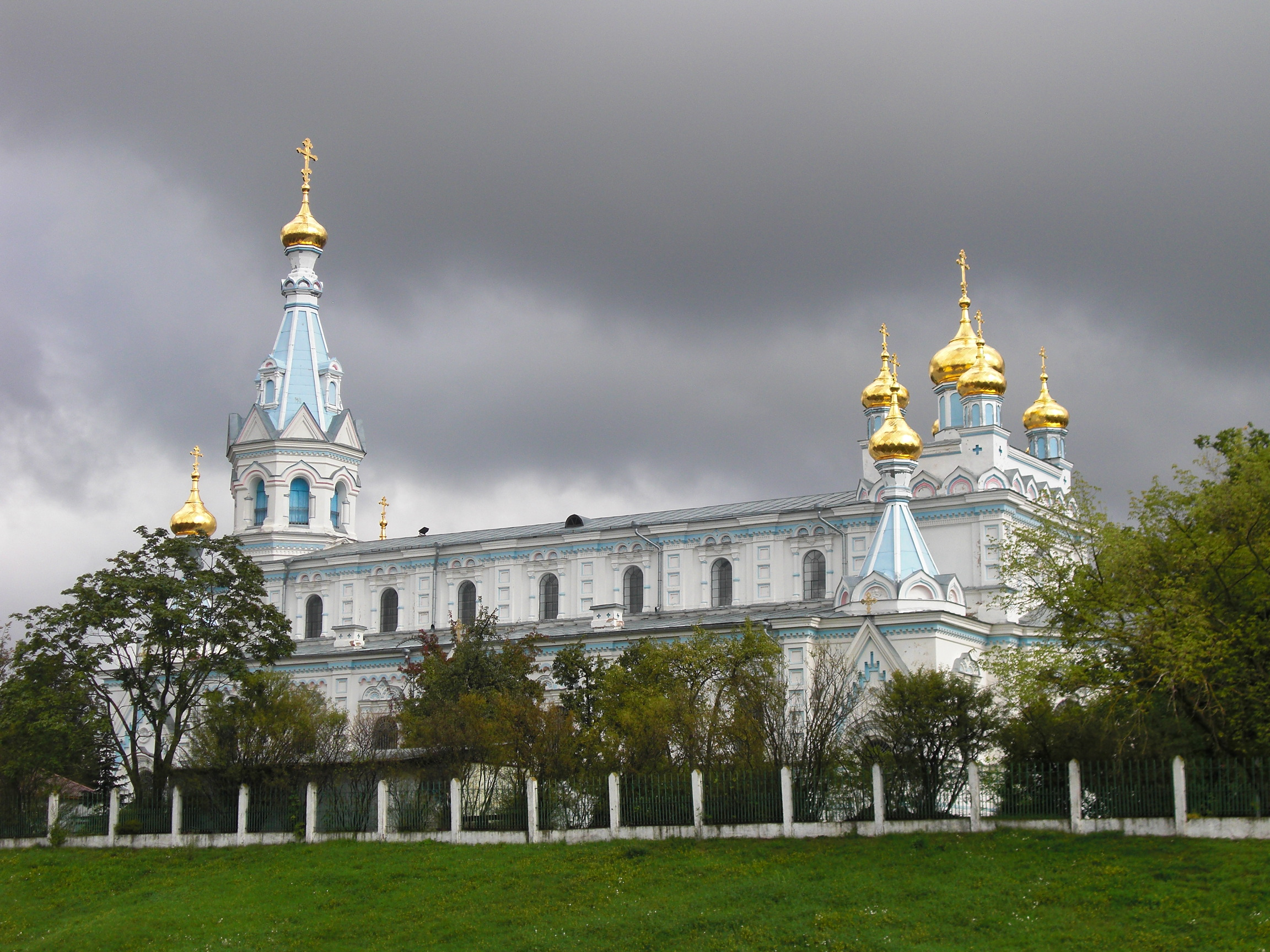
Catedral de San Boris y Gleb en Daugavpils.
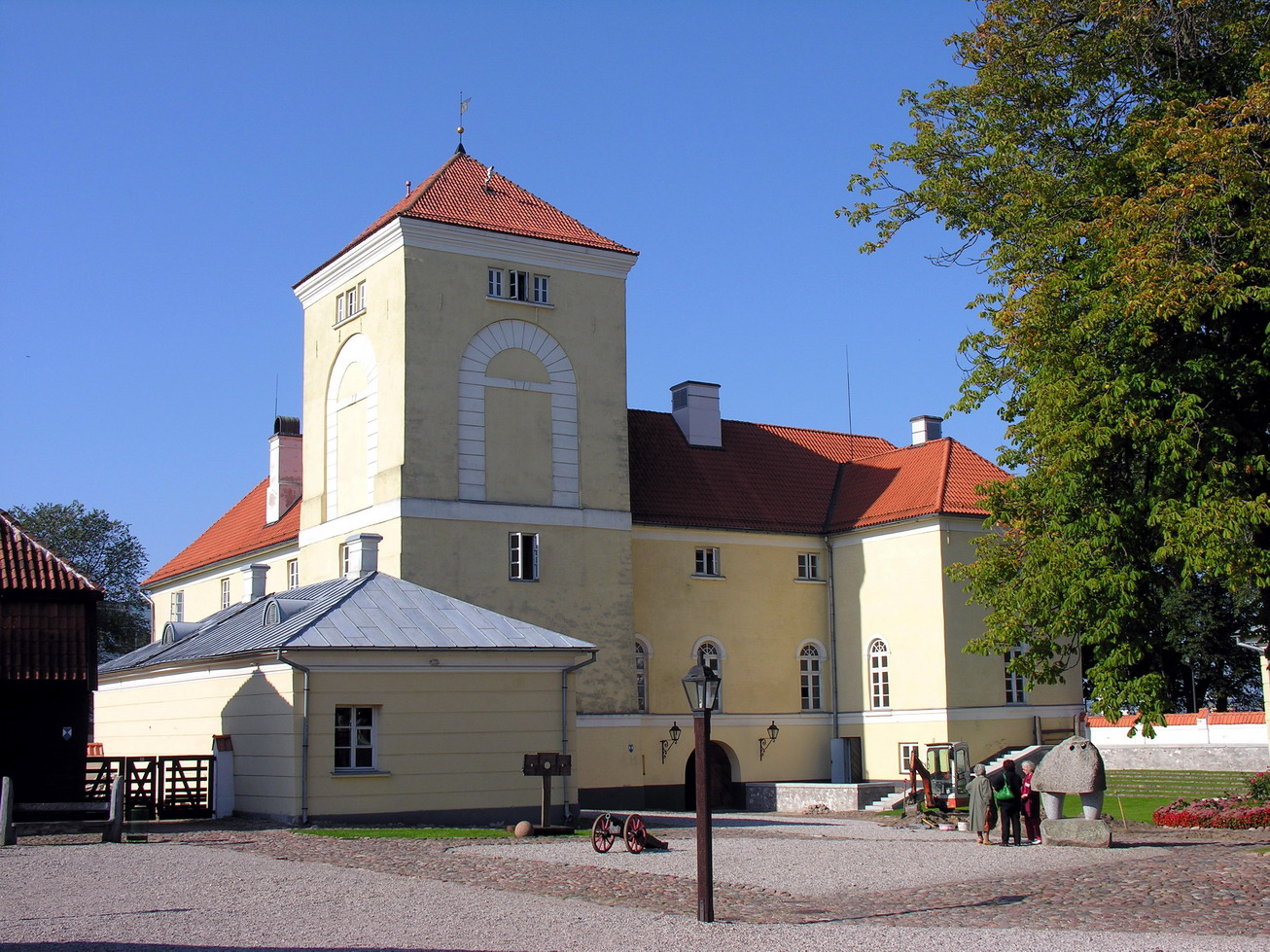
Castillo de Ventspils.

### Bellas artes

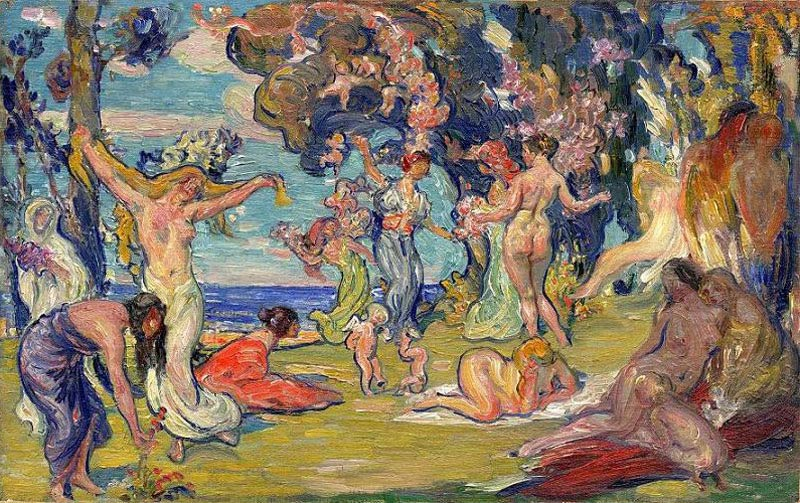
Arkādija, por Janis Rozentāls.

Uno de los referentes del arte tradicional es la cerámica letona y las vasijas de Latgale. La región formaba parte de la llamada cultura de la cerámica del peine en el Neolítico, común a toda la región báltica y Rusia Occidental.
El Museo Nacional de Arte de Letonia (LNMM), abierto en 1905, alberga una colección de 52 000 obras que reflejan el desarrollo de las bellas artes en los países bálticos, entre ellas las del pintor impresionista local Janis Rozentāls (1866-1916), considerado el padre de la escuela nacional de pintura. El edificio del LNMM es obra del arquitecto alemán Wilhelm Neumann, quien a su vez se convirtió en el primer director del centro. La otra gran pinacoteca del país, también en la capital, es el Museo Letón de Arte Extranjero.
Entre los artistas nacidos en Letonia que han triunfado fuera, destacan el pintor Mark Rothko, el director de cine Serguéi Eisenstein, la escultora Vera Mújina, el bailarín Mijaíl Barýshnikov, y el fotógrafo Philippe Halsman. En 2025, Gints Zilbalodis ganó el Premio Óscar y el Globo de Oro en la categoría de «mejor película de animación» por el largometraje Flow.

### Literatura

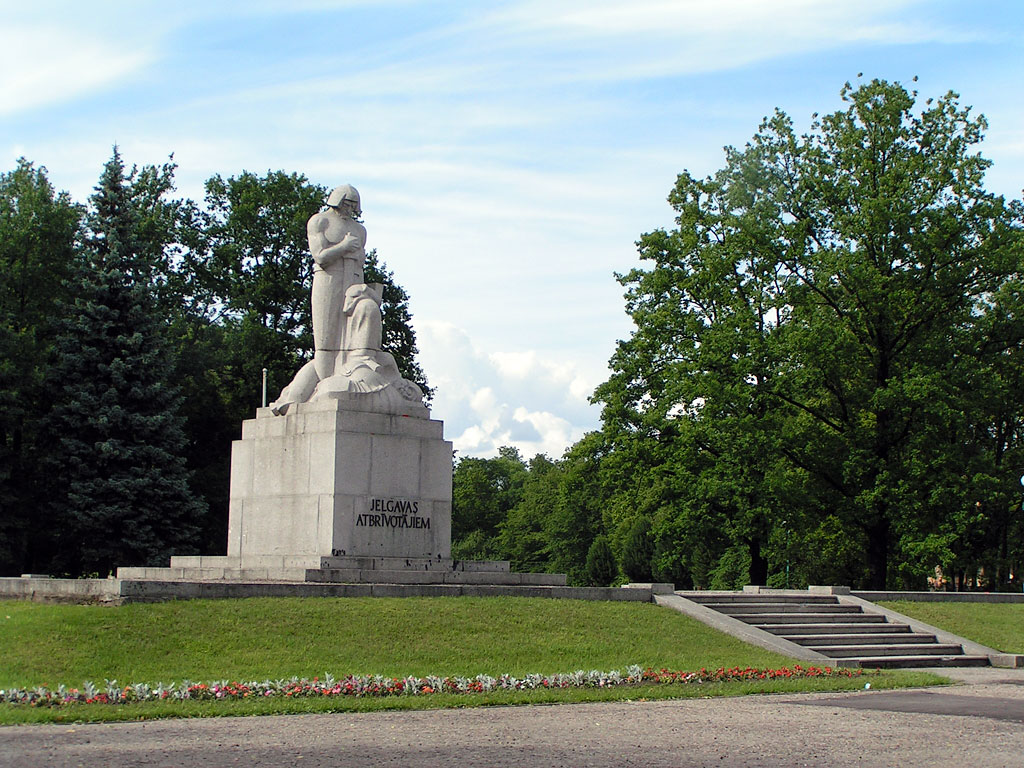
La leyenda mitológica de Lāčplēsis inspiró algunas de las primeras obras en letón.

La literatura letona clásica está basada en la tradición oral, mientras que la culta solía escribirse en alemán y latín hasta finales del siglo XVIII, representada en autores como Garlieb Merkel. Aunque las primeras obras en idioma letón datan de la década de 1550, no pudo desarrollarse a nivel literario hasta el nacionalismo romántico del siglo XIX. De esa época sobresalen el poemario Dziesmiņas (Juris Alunāns), la epopeya Lāčplēsis (Andrejs Pumpurs) y el cancionero Latvju dainas (Krišjānis Barons). Después de la independencia de 1918 destacaron autores como el fabulista Kārlis Skalbe y los poetas Rainis y Aleksandrs Čaks.
Después de la Segunda Guerra Mundial, la literatura letona se divide en tres grupos: escritores que permanecen en el país tras la ocupación soviética —como el poeta Imants Ziedonis o los novelistas Vilis Lācis y Vizma Belševica—, escritores deportados a gulags —Knuts Skujenieks— y escritores exiliados —Zenta Mauriņa—. Hoy en día la mayoría de los autores nacionales publican en letón o en ruso.

### Música

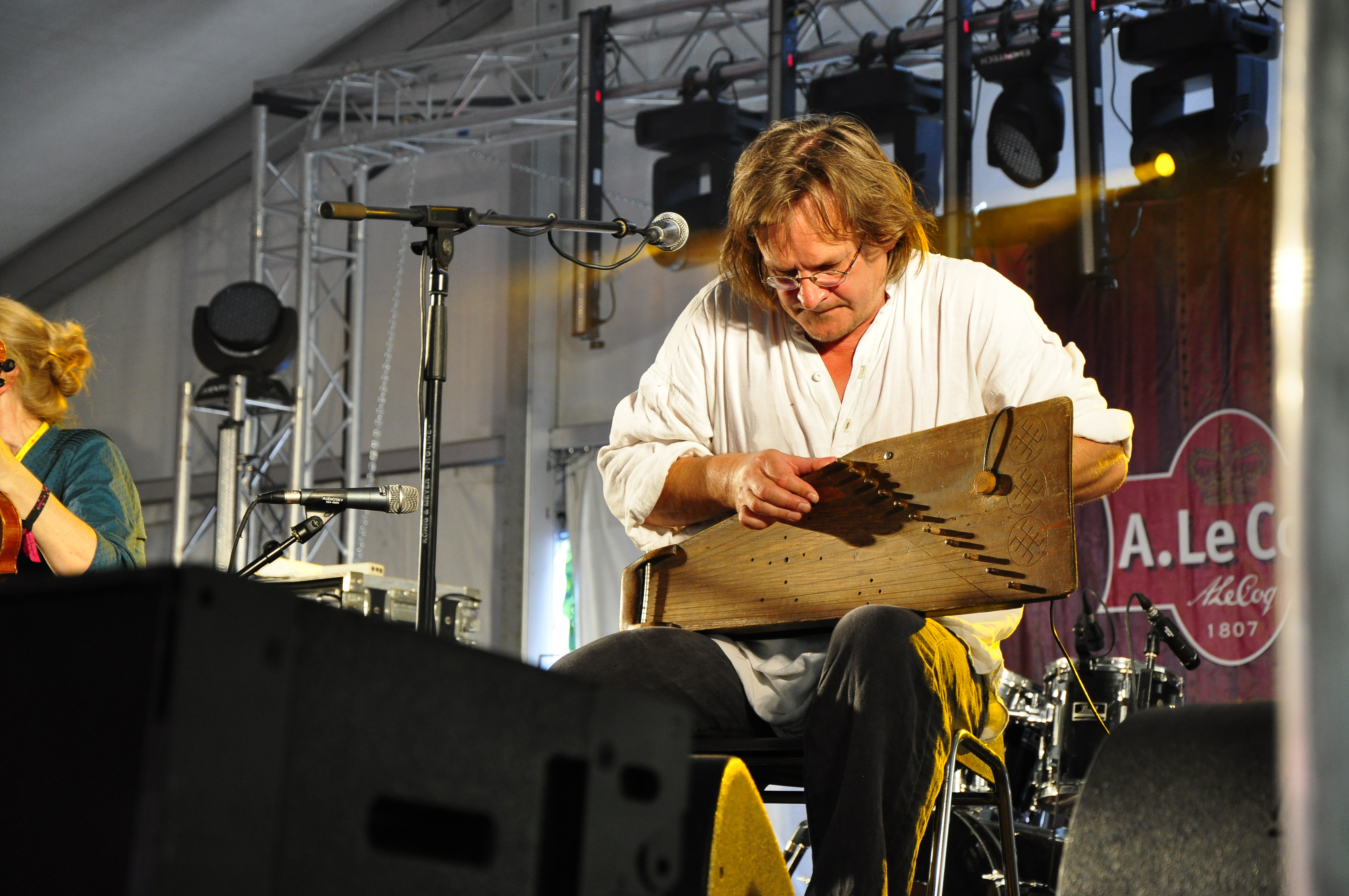
Un intérprete de kokles, el instrumento musical nacional.

Letonia tiene un rico legado de música tradicional basado en el folclore letón. Su mayor símbolo es la daina, una canción presentada en ocasiones como obra literaria, y cuya temática abarca desde la mitología letona hasta la agricultura. Aunque muchas de estas obras proceden de la tradición oral, se han preservado en buena parte gracias al escritor Krišjānis Barons, quien llegó a recopilar más de 200 000 canciones populares. Desde 2001 la daina forma parte del Programa Memoria del Mundo de la Unesco. El instrumento nacional es el kokles, una cítara con tabla armónica.
Los coros tienen mucha importancia en la cultura nacional. En 1873 se celebró la primera edición del Festival Nacional de la Canción y la Danza de Letonia, en el que cada cinco años se interpretan canciones en idioma letón. El evento no se limita a la música, pues acoge también otras muestras artísticas. Desde 2008 está considerado Obra Maestra del Patrimonio Oral e Intangible de la Humanidad por la Unesco.
Respecto a la música popular, Letonia ha aportado artistas como Imants Kalniņš —el primer autor de una ópera rock en la Unión Soviética—, el compositor Raimonds Pauls, el violonchelista Mischa Maisky y el violinista Gidon Kremer. Riga fue sede del Festival de Eurovisión 2003 gracias al triunfo de Marie N con «I Wanna» el año anterior. Otros grupos famosos fuera del país son la banda indie Brainstorm y el grupo de metal Skyforger.

### Gastronomía

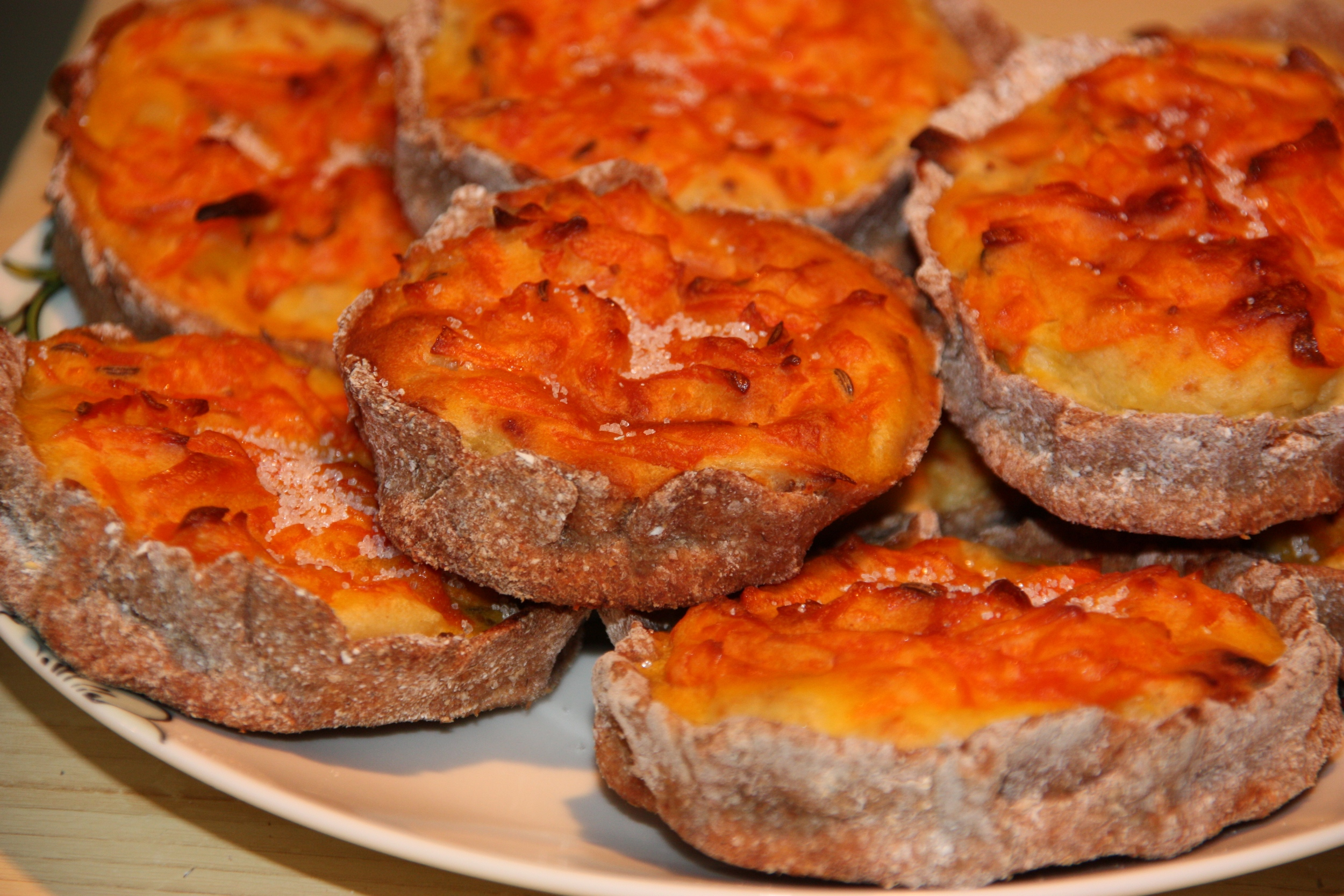
El sklandrausis es uno de los platos nacionales letones.

La gastronomía letona combina aspectos comunes a la región báltica con otros hábitos procedentes de Alemania y Rusia. Debido al clima del país es alta en calorías, baja en especias, y depende en gran medida de los productos de temporada y de la agricultura local. La dieta tradicional está compuesta por patatas, guisantes, pan de centeno, lácteos, carne de cerdo y ternera. Además se consume mucho pescado procedente del mar Báltico, ya sea ahumado (trucha o salmón) o cocinado de otras formas como los arenques, las sardinas y el lucio.
Algunos de los platos nacionales son los elaborados a base de guisantes grises, la sopa de remolacha y el sklandrausis —tartaleta de zanahoria, patatas y centeno—, mientras que las bebidas típicas son la cerveza y un licor de hierbas conocido como «bálsamo negro». Por influencia del periodo soviético se hicieron populares el shashlik —brocheta de carne asada— y la ensalada de arenque. Los postres más típicos son los pasteles elaborados con pasta de hojaldre, las frambuesas y los arándanos.

## Símbolos nacionales
El país recuperó sus símbolos nacionales durante la disolución de la URSS. Todos ellos están protegidos tanto en el Código Penal como en distintas leyes específicas. El ultraje a los símbolos nacionales letones dentro del país es un delito que puede ser castigado con hasta tres años de cárcel.

### Bandera
La bandera letona fue adoptada el 15 de junio de 1921 y se inspira en una descripción de la crónica rimada de Livonia. Según el texto, en 1279 hubo una batalla en Cēsis (Vidzeme) donde las tribus locales combatieron enarbolando una bandera roja cortada en dos por una franja blanca. Y la leyenda que inspira este diseño es muy parecida a la de la bandera de Austria: el jefe de una tribu local, herido de gravedad, habría sido tumbado sobre una bandera blanca que se manchó de sangre, excepto por la franja blanca central donde él estaba colocado.
Ya en el siglo XIX, y con vistas a crear un símbolo nacional para el pueblo letón, el profesor universitario Jēkabs Lautenbahs hizo un estudio de la crónica de Livonia en el que desarrolló este tema. Hay documentos sobre el uso de distintivos rojos y blancos en el primer Festival de la Canción y la Danza Letona de 1873, así como en los batallones letones que participaron en la Primera Guerra Mundial. El actual diseño data de 1917 y es obra de Ansis Cīrulis, quien lo estandarizó con una variante del granate —conocida como «rojo letón»— y unas proporciones de 2:1:2.
La enseña estuvo prohibida durante la ocupación soviética, pero fue reinstaurada el 27 de febrero de 1990. Su uso actual está regulado por la Ley de la Bandera Nacional.

### Himno

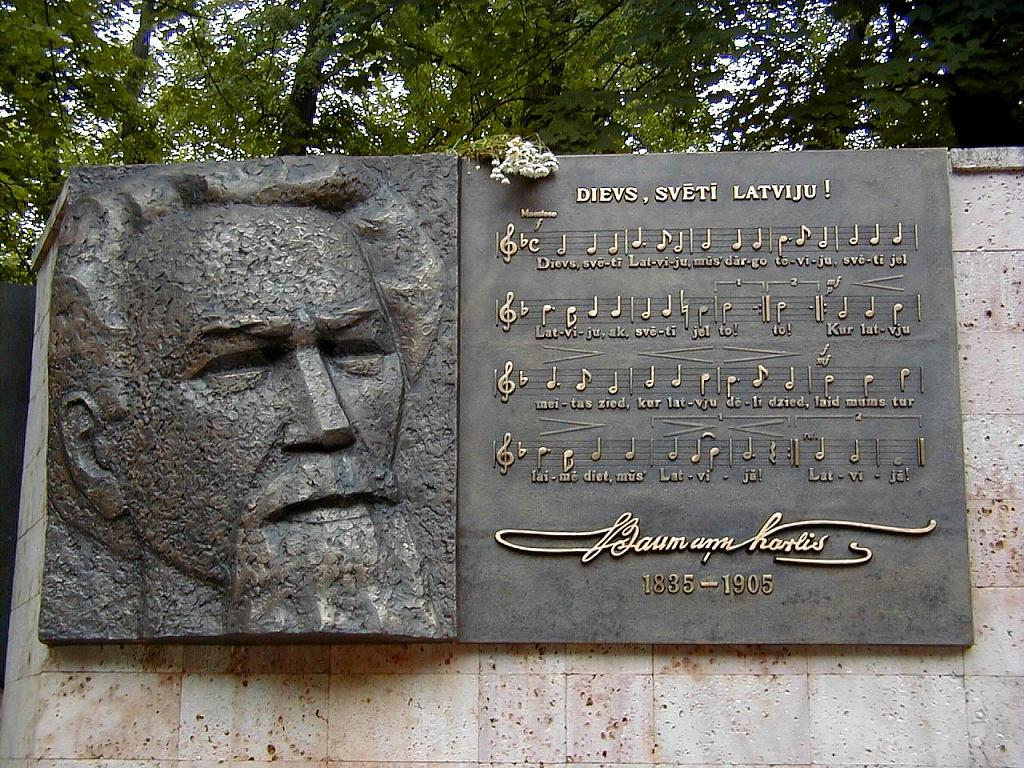
Monumento a Kārlis Baumanis con los primeros compases del himno letón.

El himno nacional se llama Dievs, svētī Latviju (en español: «Dios bendiga a Letonia»), con letra y música de Kārlis Baumanis, miembro del movimiento nacionalista letón. Adoptado oficialmente el 7 de junio de 1920, fue reinstaurado el 15 de febrero de 1990.
Baumanis compuso este himno con motivo del primer Festival de la Canción y la Danza de 1873, donde estaba previsto su estreno. Sin embargo, las autoridades del imperio ruso la vetaron del programa oficial. No fue hasta la siguiente edición de 1895 cuando los letones pudieron escucharlo por primera vez, aunque la palabra «Letonia» (Latviju) tuvo que ser reemplazada por «Báltico» (Baltiju) para eludir la censura.

### Escudo
El escudo letón fue diseñado por el artista gráfico Rihards Zariņš y reúne los símbolos nacionales (un sol y tres estrellas en semicírculo) con los blasones de las regiones históricas del país: un león rampante de gules (en representación de Curlandia y Semigalia) y un grifo rampante de argén (en referencia a Vidzeme y Latgalia). Su aprobación oficial data del 15 de julio de 1921.

## Deporte

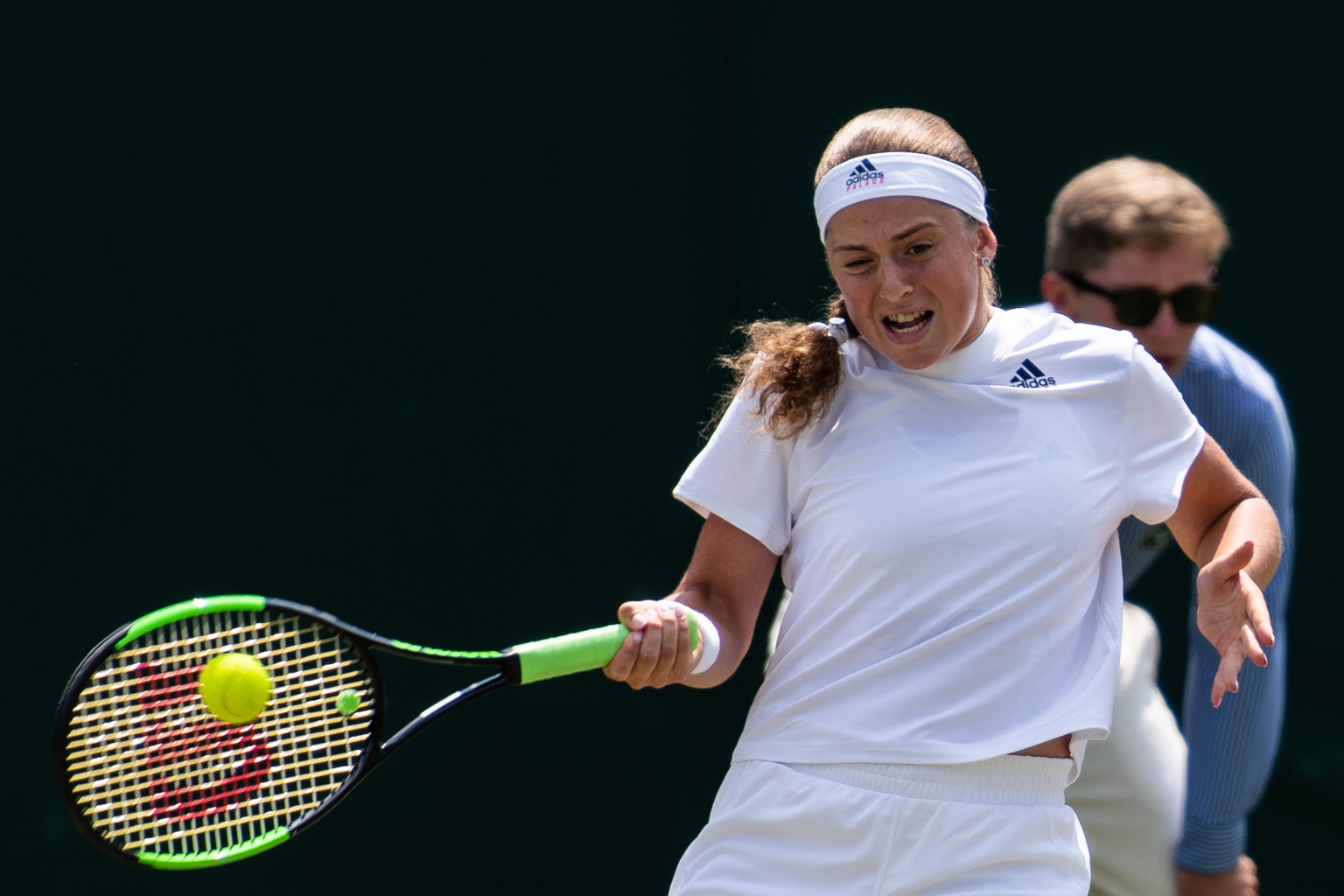
La tenista Jeļena Ostapenko.

Los deportes más populares en Letonia son el hockey sobre hielo y el baloncesto. El país ha acogido el Campeonato Mundial de Hockey en 2006. Respecto al baloncesto, Letonia fue campeona de la primera edición del EuroBasket en 1935, se mantuvo como potencia regional en tiempos de la Unión Soviética, y si bien no ha vuelto a ganar un título sí ha formado jugadores de reconocido prestigio como Gundars Vētra, Valdis Valters y Kristaps Porziņģis. El país fue una de las sedes del Campeonato Europeo Masculino de 2015.
En cuanto al fútbol, Letonia es la única selección báltica que se ha clasificado para una competición internacional, la Eurocopa 2004, aunque su nivel está por debajo de la media europea. Se trata de un deporte especialmente popular entre la comunidad rusófona.
La tenista riguesa Jeļena Ostapenko, miembro del circuito profesional de la WTA, es la primera persona letona que ha ganado un título del Grand Slam, el torneo de Roland Garros de 2017. El deportista Martins Dukurs ha sido campeón europeo y mundial en skeleton, y el ciclista Māris Štrombergs se ha proclamado dos veces campeón olímpico de BMX.
Letonia compite en los Juegos Olímpicos a través del Comité Olímpico Letón, debutando en Chamonix 1924, y suele obtener mejores resultados en los Juegos de Invierno que en los de Verano. El primer medallista letón fue el atleta Jānis Daliņš, con una plata en los 50 km marcha de Los Ángeles 1932, mientras que el primer oro olímpico fue para la lanzadora de jabalina Inese Jaunzeme en Melbourne 1956, esta última representando a la Unión Soviética. El país ha obtenido la mayoría de sus preseas en bobsleigh, luge y skeleton.
Varios letones han sido grandes maestros de ajedrez. Entre los más reconocidos destacan Aron Nimzowitsch (1886-1935), cuya influencia en la teoría del juego ha perdurado a lo largo de la historia; el rigués Mijaíl Tal (1936-1992), campeón del mundo en tiempos de la Unión Soviética; y Alexéi Shírov, quien sin embargo ha obtenido la mayor parte de sus triunfos como representante de España.

## Ubicación geográfica
| Noroeste: Golfo de Riga | Norte: Estonia | Nordeste: Rusia      |
| Oeste: Mar Báltico      |                | Este: Rusia          |
| Suroeste: Lituania      | Sur: Lituania  | Sureste: Bielorrusia |